# Traite négrière à Bordeaux

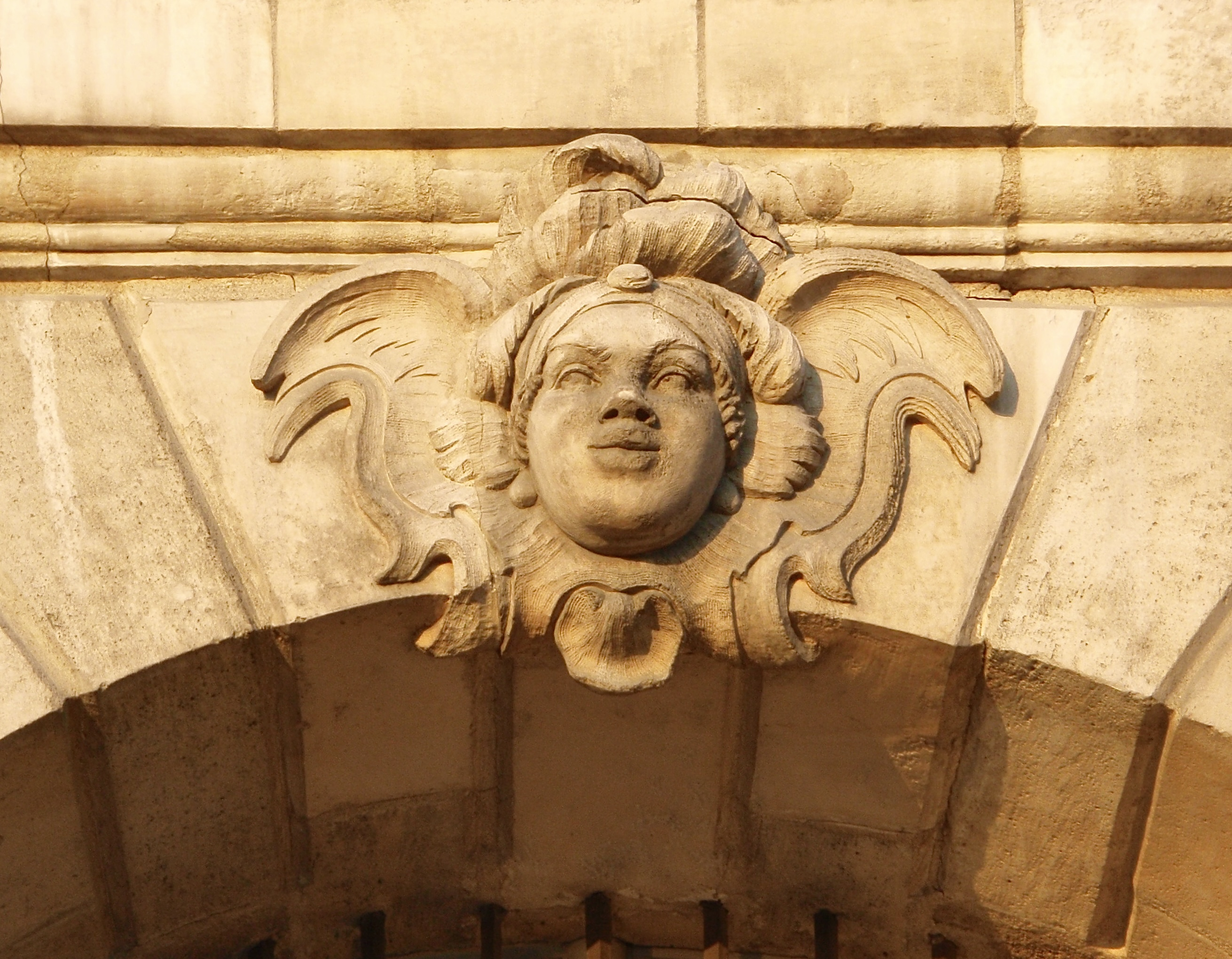
Mascaron au visage africain, place de la Bourse.

La traite négrière à Bordeaux désigne la déportation, entre 1672 et 1837, de près de 150 000 esclaves noirs, organisée à des fins économiques depuis le port de Bordeaux. Avec 508 expéditions (11,4 % des opérations françaises de traite), la ville se place en troisième position des ports français, derrière Nantes (41,3 %) et La Rochelle (33,5 %).
Les capitaines négriers embarquent principalement les captifs sur ce qu'on appelle alors la Côte des Esclaves (rivages des actuels Ghana, Togo, Bénin et Nigéria), au Congo, en Angola et au Mozambique. Les esclaves sont majoritairement débarqués dans les possessions françaises en Amérique (85 %) et notamment à Saint-Domingue (70 %).
Restant pendant plusieurs décennies très marginales, les opérations de traite négrière connaissent un essor continu de 1730 à 1789, seulement interrompues par les grands conflits du XVIIIe siècle. Pendant la Révolution, le débat sur l'esclavage est vif à Bordeaux comme dans le reste de la France et l'abolition de 1794 sonne le glas du trafic qui ne reprendra plus que sporadiquement pour disparaître en 1837.
La rentabilité théorique du commerce triangulaire est forte, mais les capitaux nécessaires sont très élevés, immobilisés pour de longs mois, et les risques de tout perdre ne sont pas négligeables. Aussi la traite négrière n'a jamais représenté qu'une part faible de l'activité maritime de Bordeaux (4,4 % des armements de navires). Si elle contribue à développer la puissance économique de la ville dans la seconde moitié du XVIIIe siècle, c'est bien davantage l'acquisition de plantations en Amérique par les Aquitains et le commerce direct avec les colonies, dont celui des denrées produites par les esclaves, qui érigent d'immenses fortunes et enrichissent globalement Bordeaux.
De la fin du XVIIe siècle au milieu du XIXe siècle, entre 5 000 et 6 000 noirs passent par le port de Bordeaux, et y séjournent de quelques jours à des vies entières. Le plus souvent il s’agit d’esclaves qui suivent leurs maîtres ou qui sont envoyés en métropole apprendre un métier qualifié (perruquier, cuisinier) avant leur retour forcé aux Antilles. Une minorité sont des affranchis et certains même font fortune. Une communauté se créée, qui s'étiolera au XIXe siècle.
Des traces de ce commerce subsistent au début du XXIe siècle dans l'odonymie de la ville, sa statuaire et ses œuvres picturales. Si personne ne nie l'activité négrière du port ou le caractère de crime contre l’humanité de ce trafic, des controverses naissent dans les années 1990 sur la réticence des élites politiques, économiques ou intellectuelles bordelaises à reconnaître et à mettre à la lumière ce passé. L'ouverture en 2009 de salles dédiées à l'esclavage au Musée d'Aquitaine est un événement fort qui initie une dynamique d'apaisement des tensions.

## Histoire

### Un premier rapport entre Bordeaux et l'esclavage africain auXVIesiècle

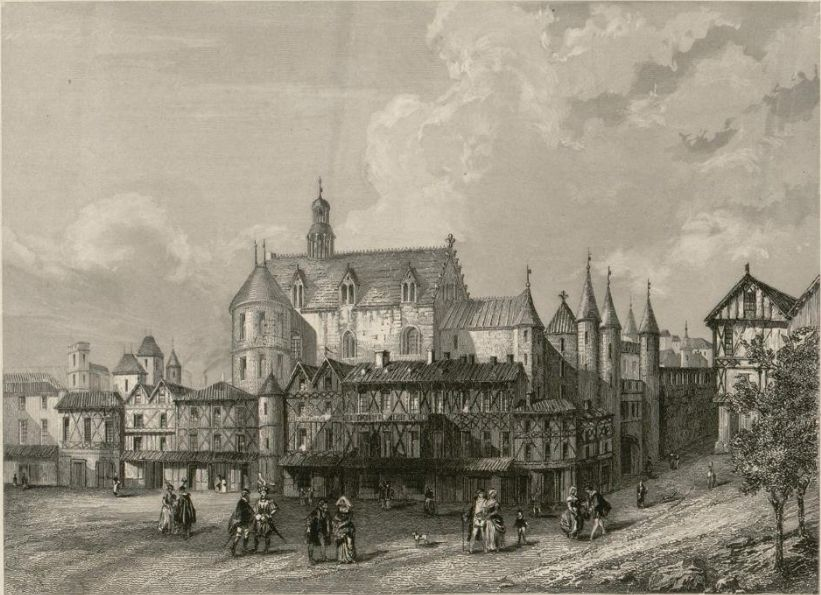
Le palais de l'Ombrière au XVIe siècle, siège du Parlement de Bordeaux.

En 1571, le Parlement de Bordeaux exige la libération d'une cargaison d'esclaves noirs amenés dans le port de la Lune pour y être vendus. Gabriel de Lurbe, avocat à Bordeaux, en rend compte en 1619 dans sa Chronique bourdeloise... : « Au mesme mois & an [Fevrier 1571], il y a arrest donné par ladicte Cour, par laquel est ordonné, que tous les negres & mores qu'un marchant Normand avoit conduit en ceste Ville pour vendre, seroyent mis en liberté : la France mere de liberté ne permet aucuns esclaves ». 
Jean de Gaufreteau (1572-1639), conseiller au Parlement de Bordeaux, commissaire aux requêtes du palais, rapporte la même décision : « En cette année [1571] et au susdit moys de febvrier, un certain marchant normand ayant achepté en la coste de Barbarie plusieurs esclaves qu'on appelle, à Bourdeaux, mores, parce qu'ils sont touts de couleur noire par leurs visages et leurs corps, bien qu'ils ayent le dedans des mains fort blanches, et les ayant ledit marchant menés à Bourdeaux pour les y revendre, le procureur-general du Roy le faict assigner au Parlement, et requiert que touts ces esclaves fussent mis en liberté, à cause que la France ne permettoit point aucuns esclaves : ce qui fut ordonné par arrest, quelque chose que le marchant put alléguer au contraire. Et, depuis, ce marchant n'est plus venu mener de telle marchandise à Bourdeaux ». 
Cette décision ne fait qu'appliquer le privilège de la terre de France, principe ancien du droit français selon lequel tout esclave foulant le sol de la France se trouve aussitôt affranchi.
Mais cet épisode préfigure mal les relations ultérieures entre l'Afrique et les armateurs bordelais.

### Chronologie de la traite bordelaise (17e-19e siècles)

#### Contexte

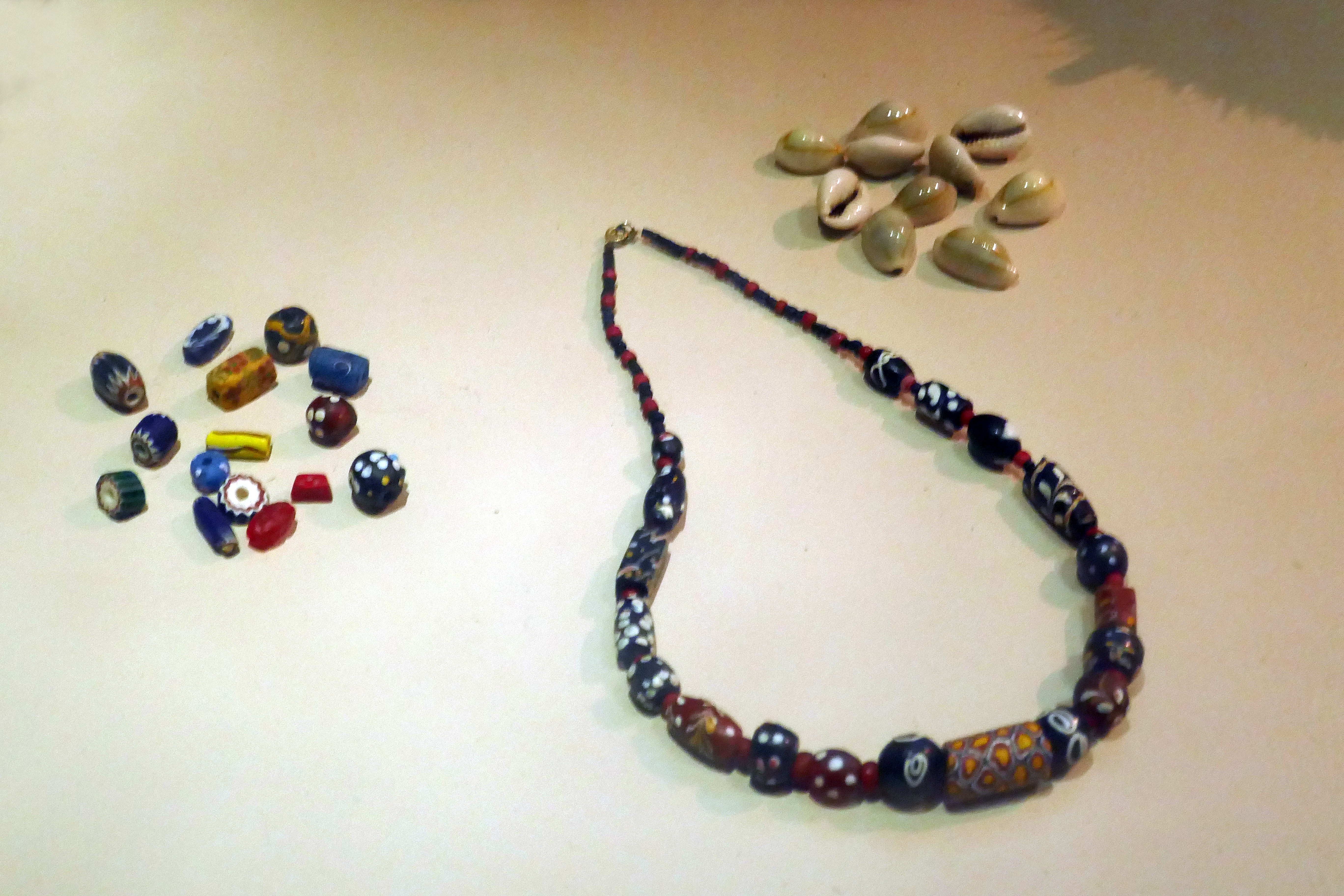
Cauris des îles Marquises et perles de Murano, utilisés comme marchandise de traite. Un captif pouvait valoir entre 8000 (1724) et 80000 cauris (1748) selon la demande.

La traite atlantique débute à la fin du XVIIe siècle. Des Européens et des Américains acquièrent des captifs en Afrique et leur font traverser l'océan sur leurs navires pour les revendre comme esclaves en Amérique. Le trajet s'inscrit dans une rotation maritime, le commerce triangulaire. En 1997, l'historien Hugh Thomas évalue à 54 200 le nombre de traversées, ayant embarqué 13 000 000 captifs, dont 11 328 000 arrivent à destination.
La France métropolitaine arme environ 4 220 navires négriers et se classe au troisième rang des nations négrières après le Portugal (plus précisément sa colonie du Brésil) et la Grande-Bretagne.

Tous les grands ports européens ont plus ou moins pratiqué la traite négrière. Les ports anglais sont en première ligne : Liverpool organise 4 894 expéditions et Londres 2 704. La ville de Nantes organise 1 744 voyages soit 41,3 % du total français (Nantes bénéficie de certains privilèges fiscaux et de sa proximité avec Lorient où est installée la Compagnie des Indes, qui la fournit en indiennes ou cauris très appréciés des marchands africains d'esclaves). Suivent trois villes d'égal trafic : Bordeaux (11,4 %), La Rochelle et Le Havre qui totalisent à elles trois 33,5 % des expéditions négrières. Saint-Malo, Lorient, Honfleur, Marseille, Dunkerque et plus marginalement Sète, Brest, Saint-Brieuc, Rouen, Cherbourg, Vannes, Bayonne, Rochefort et Marans ferment la marche.

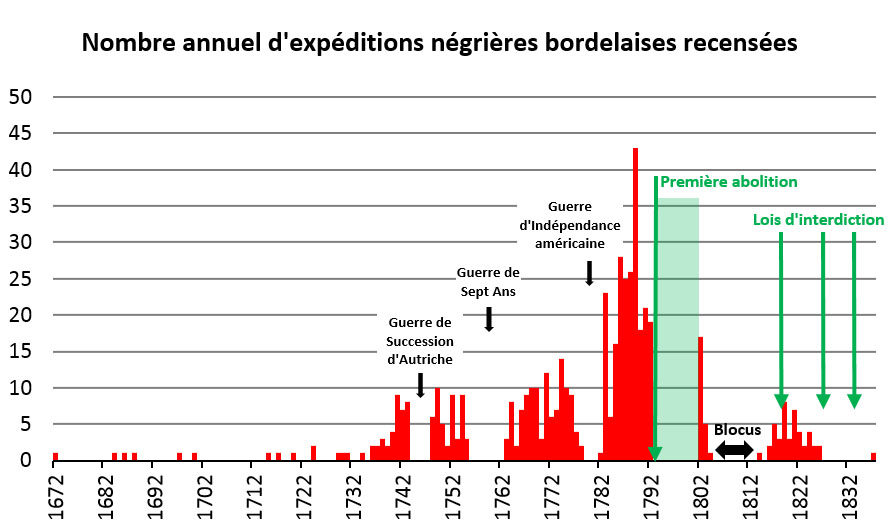
Évolution annuelle du nombre d'expéditions bordelaises de traite armées par des maisons bordelaises (d'après Saugera, 2002).

#### Les origines (1672-1728)
Le premier voyage négrier bordelais s'effectue en 1672 : le Saint-Étienne appareille pour Saint-Domingue, via « la Guinée » ; on ignore s'il achève sa rotation. Jusqu'en 1724, neuf expéditions lui font suite, affrétées par les Compagnies Royales des Indes, de Guinée ou d'Afrique, souvent avec les navires du négociant bordelo-rochelais Étienne Dharriette.

#### La croissance (1729-1780)
Ainsi fin 1728, dix expéditions de traites en tout ont été organisées à Bordeaux, quand Nantes en a déjà lancé plus de deux cent vingt. Le port girondin dispose en effet d'un arrière-pays dont la prospérité permet de fructueuses exportations, vers l'Europe continentale et l'Angleterre d'abord, vers les colonies américaines à partir du XVIIIe siècle. Au retour, Bordeaux en importe des denrées — sucre, café, coton, etc. — qu'elle distribue en Europe ; la ville s'impose au milieu du siècle comme la première place française pour ce commerce. Pourquoi alors, dans un tel contexte de croissance, se lancer dans des opérations onéreuses et risquées comme la traite ?
Le véritable précurseur est Jean Marchais, un commerçant d'origine bordelaise qui a travaillé auprès des grands armateurs nantais. Il en rapporte le savoir-faire, et les fonds nécessaires à l'organisation d'une expédition négrière. Cas atypique parmi ses successeurs — « Isaac Couturier, seul, peut lui être comparé... Seuls Laffon de Ladébat et Nairac le dépassèrent » —, la traite va constituer l'essentiel de son activité d'armement (alors qu'elle n'occupe pas plus de 5 % de la flotte marchande d'un David Gradis, par exemple). De 1729 à 1746, il ne lance pas moins de onze voyages vers l'Afrique avec ses quatre navires. Dans son sillage, un groupe de dix-sept individus se constitue, qui sont à l'origine ou contribuent à trente-quatre expéditions de traite dans cette même période. Outre l'acquisition du savoir-faire, c'est l'accumulation des revenus d'un commerce maritime plus classique qui permet désormais à la bourgeoisie d'immobiliser les capitaux nécessaires à des opérations de cette envergure.
À deux reprises pendant les décennies qui suivent, les guerres interrompent l'activité négrière — et affectent plus généralement le commerce de la capitale aquitaine — : les vaisseaux ennemis se font trop menaçants pendant la guerre de Succession d'Autriche de 1744 à 1748, puis pendant la guerre de Sept Ans de 1755 à 1762. En 1743, six des huit navires de traites qui appareillent de Bordeaux sont pris par les Anglais ! Chaque fois, dès que la paix est rétablie, le trafic reprend au même rythme d'environ un départ tous les deux mois.

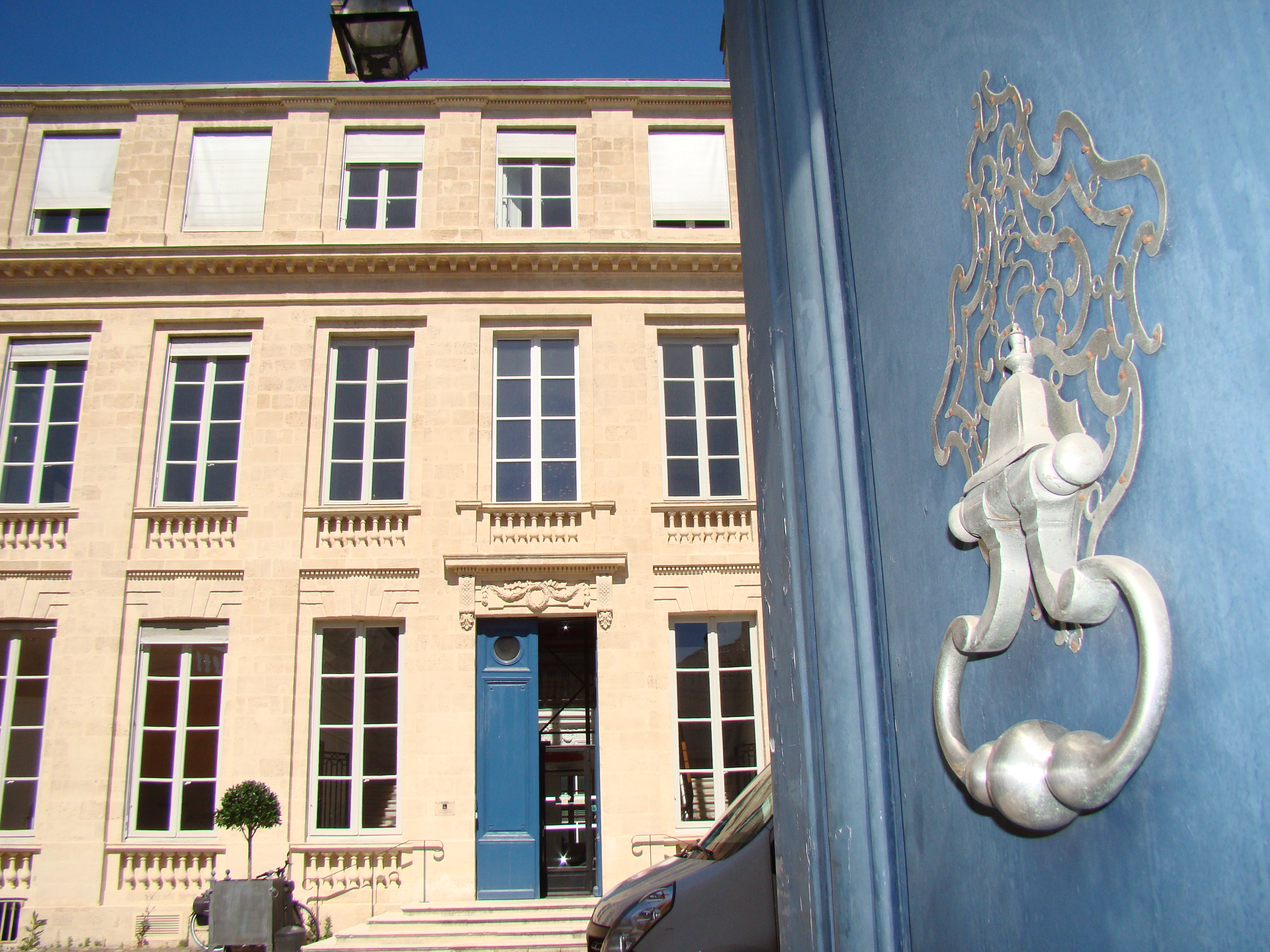
L'hôtel Nairac, aujourd'hui siège de la Cour administrative d'appel.

Les principaux négociants négriers sont alors les maisons Paul Nairac & fils, Jacques-Alexandre Laffon de Ladébat, Isaac Couturier, Jean Senat, Jean Marchais, Dommenget & fils, David Gradis & fils, Rocaute de Bussac, Pierre Feydieu, Raphaël Mendès, suivies des frères Féger, Jean Jaure, d'une veuve Duffour, de Jean Laffon Aîné, Pierre Mongeon, Jean-Valentin Quin, Jean Auger, d'une dame de Belouan, de Dominique Cabarrus, Delzolliès-Lagrange, René-Marie Floch, Léonard Lafitte, François Lartigue, Salomon Lopes-Dubec, Joseph Ménoire, Jacques Montet, Jacques Salleneuve, Antoine Séguy, etc.,. Les frères Bonaventure et Jean-Baptiste Journu sont les deux négociants les plus imposés à la capitation à Bordeaux en 1777.

Progressivement, les négriers obtiennent des mesures d'encouragement d'un État soucieux de la bonne santé de ses colonies : exemptions fiscales, règlements protectionnistes, incitations financières au « troque » lointain (en Angola en 1777, sur la côte orientale d'Afrique en 1787). En 1768, le ministre Étienne-François de Choiseul récompense les Bordelais en ces termes :
« Le Roi étant informé que les négociants du port de Bordeaux se livrent avec beaucoup de zèle au commerce de la Traite des Nègres, qu'il résulte des états qui lui ont été présentés que, depuis le 30 avril 1767 jusqu'au 30 octobre de la même année, ils ont armé sept navires pour la côte de Guinée, qu'ils en ont actuellement six autres en armement pour le même objet ; et que si la traite était favorable, ils pourraient introduire 5 190 nègres aux colonies [...] ils jouiront de l'exemption du droit de livres par tête. » 
De 1778 à 1783, la guerre d'Indépendance des États-Unis donne un nouveau coup de frein à cette expansion et on ne dénombre plus de départ de Bordeaux.

#### L'âge d'or (1783-1792)

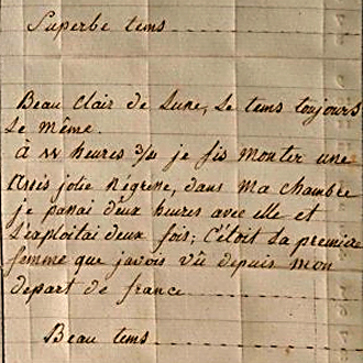
Traite négrière, une ignominie parmi d'autres : extrait du livre de bord du navire Le Patriote, capitaine Paul-Alexandre Brizard(expédition de 1788, au profit de Journu Frères).

Cette décennie voit la bourgeoisie commerçante de la ville organiser plus de la moitié (deux cent vingt-cinq) des opérations de traites de toute l'histoire du port. La part du commerce d'esclaves dans l'armement colonial triple pour atteindre 12 % en 1783.
La stagnation du commerce direct avec les îles, due à l'engorgement tant des marchés coloniaux que de ceux des produits d'outre-mer en métropole, rend la traite négrière plus attractive. Évitant la concurrence, les bâtiments bordelais se concentrent sur la côte orientale de l'Afrique (Mozambique, Zanzibar), pour approvisionner en main d’œuvre non seulement les îles françaises de l'Océan Indien mais toujours Saint-Domingue.
De nouvelles compagnies d'armement se partagent l'essentiel du trafic aux côtés des inamovibles Paul Nairac & fils, Dommenget & fils, Jean Laffon Aîné et Dominique Cabarrus : Jean Sénat, Romberg, Bapst et Cie, A. Cochon & Troplong, Pierre Baour, Pierre Ladurantie, les frères Journu,, Jacques Delorthe, Testard & Gaschet, Balguerie, Jean Rodolphe Wirtz sont les plus actifs,.

### Bordeaux en marche vers l'abolition

#### Le débat
L'influence des philosophes et du mouvement abolitionniste lancé par l'anglais Thomas Clarkson permet de développer en Europe un débat à la fois politique et économique sur l'esclavage dans les colonies et le commerce des esclaves.

##### La Franc-maçonnerie
Comme pour bien des idées des Lumières, les loges maçonnes sont les principaux creusets d'une nouvelle pensée sociale.[réf. souhaitée] Cependant, si des francs-maçons comme Montesquieu ou le bayonnais Étienne Polverel — initié à Bordeaux puis commissaire de la République de Saint-Domingue, il y est à l'origine de l'affranchissement des esclaves en 1793 — participent de façon significative au mouvement abolitionniste, d'autres comme l'armateur Élisée Nairac font fortune dans la traite.
Montesquieu ne s’accommode pas de l’idée d’esclavage, et choisit de ridiculiser les esclavagistes dans le chapitre 5 du livre XV de De l’esprit des lois : « Si j’avais à soutenir le droit que nous avons eu de rendre les nègres esclaves, voici ce que je dirais ». Suit alors une liste d’arguments caricaturaux dont le grinçant « si nous les supposions des hommes, on commencerait à croire que nous ne sommes pas nous-mêmes chrétiens », précurseur du Pangloss de Candide.
Certains ont considéré que Montesquieu avait eu des intérêts dans la traite négrière, s’appuyant sur le fait qu’en 1722, il achète des actions de la Compagnie des Indes. Mais, selon Jean Ehrard, c'est en tant que commissaire de l’Académie de Bordeaux et non à titre personnel qu'il effectue cette opération.
À la fin du XVIIIe siècle, près de la moitié des francs-maçons appartiennent au négoce bordelais. Ainsi Élisée Nairac, membre d'une puissante famille d'armateurs protestante, reçoit « les lumières de L'Amitié » en 1790. Or de 1764 à 1792, la famille Nairac a organisé 24 expéditions dont 18 déportèrent plus de 8 000 Africains. L'universitaire bordelais Jean Tarrade évoque un conflit entre « les principes et les réalités concrètes de l'économie qui l'emporteront. »

##### L'abolitionnisme

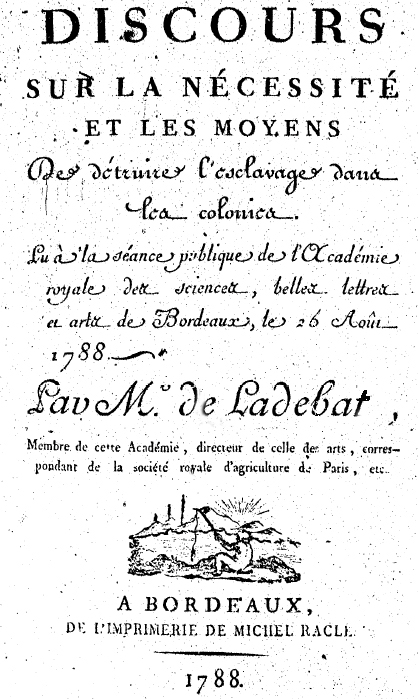
Discours sur la nécessité et les moyens de détruire l'esclavage dans les colonies, 26 août 1788.

Outre Montesquieu, quelques Bordelais participent au courant abolitionniste de la traite négrière et de l'esclavage.
André-Daniel Laffon de Ladebat, fils du banquier et armateur négrier Jacques-Alexandre Laffon de Ladebat, rédige en 1788 un Discours sur la nécessité et les moyens de détruire l'esclavage dans les colonies à l’Académie nationale des sciences, belles-lettres et arts de Bordeaux. Cet ouvrage sera publié et lu quelques années plus tard en séance à l'Assemblée législative et sera exploité par la Société des amis des Noirs à laquelle il sera associé.
Dès son arrivée à Paris, le député bordelais girondin Armand Gensonné s'inscrit à la Société des amis des Noirs, dont l'objectif est d'obtenir l'égalité entre les hommes blancs et les hommes de couleur.

##### La défense de la traite
En août 1789, le négociant et député Jean Béchade-Casaux rejoint Paris avec Jean-Baptiste Nairac et des députés de Nantes, Marseille et du Havre, afin de plaider la défense de la traite auprès des ministres, mais aucun de ceux-ci ne les reçoit. Dans une lettre aux directeurs de la chambre de commerce de Guyenne, il écrit « Les États généraux sont encore occupés de la Déclaration des droits de l'homme qui doit servir d'introduction à la constitution ; j'ai peur que cela ne conduise à la suppression de la traite des noirs ».
Toujours en 1789, plusieurs députés dont les élus bordelais Jean-Marie Corbun et Béchade-Casaux, envoient une adresse à l'Assemblée Nationale concernant l'esclavage.
Les négociants bordelais ont une démarche semblable, écrivant à l'Assemblée nationale pour plaider le maintien de la traite. Ils argumentent sur les plans humanitaire et économique : ainsi la déportation des Noirs permettrait selon eux de les soustraire à la mort dans les guerres dont l'Afrique serait perpétuellement en proie ; la suppression de la traite et l'affranchissement des esclaves ruineraient les colonies et la France ; les Noirs, en plus grand nombre dans les colonies, finiraient par opprimer les Blancs ou les massacrer.

#### L'abolition

##### Le vent tourne
Une première fois, le 11 août 1792, les primes annuelles pour la traite sont abolies par l'assemblée législative. La mesure est renouvelée et confirmée par la Convention le 27 juillet 1793 : calculées selon le nombre de Noirs transportés dans les colonies, le lieu de débarquement et la jauge des navires, elles récompensaient le commerce négrier en vertu d'arrêts royaux de 1783, 1784 et 1786,. 
La Convention montagnarde abolit l'esclavage le 4 février 1794. Le 18 février, Tallien préside à Bordeaux la Fête de l'abolition pour célébrer d'évènement, où les quelque deux cents Noirs habitant Bordeaux se joignent en liesse à la foule. La traite s’interrompt pour quelques années après cette loi — trêve aidée sans aucun doute par la reprise de la guerre avec l'Angleterre et sa marine toujours menaçante. La même année, plusieurs négociants sont guillotinés, dont le fils de Bonaventure Journu, Antoine-Auguste, accusé entre autres d'avoir « taxé de fanatisme l'amour des nègres pour la liberté ».

##### La restauration et l'ultime période
Napoléon Ier rétablit la traite et l'esclavage en mai 1802 — mais le blocus par les Anglais la limite fortement — jusqu'à ce qu'à la fin de l'Empire, plusieurs lois se succèdent qui mettront progressivement fin à la pratique : suspension provisoire par Napoléon le 25 mars 1815, pendant les Cent Jours, interdiction par Louis XVIII en 1818, renforcement des mesures répressives en 1827 et 1831, et abolition finale le 27 mars 1848.
La décroissance effective est plus rapide à Bordeaux qu’à Nantes : les négociants bordelais comprennent vite que le métier de négrier n’est plus aussi rentable et devient même dangereux. Leur tradition négrière est de toute façon plus récente, moins prédominante dans l’activité économique de la ville.
Surtout, l'indépendance de Saint-Domingue en 1804 a un effet dramatique pour le commerce maritime bordelais,.
Aussi lorsque le gouvernement adresse aux ports concernés le décret d’application de la loi du 25 avril 1827, le capitaine du port de Bordeaux, Bergevin, peut répondre : « Je crois à ce sujet, Monseigneur, faire observer à Votre Excellence, en l’honneur du Commerce de Bordeaux, qu’avant les décisions du gouvernement qui défendent la traite des noirs, les armateurs de cette ville avaient renoncé à cet infâme trafic et fait publier eux-mêmes cette noble détermination dans différents journaux ». Il ajoute cependant — frappé d'amnésie sélective, ou négligeant en tout cas les quelque 5 % de navires armés pour la traite au long du XVIIIe siècle : « de tout temps, Monseigneur, le commerce de Bordeaux, grand dans ses entreprises, a dédaigné la traite des noirs, pour expédier ses navires dans les mers du sud, de l’Inde et du Mexique ». La traite prend fin à Bordeaux en 1826. Une ultime expédition isolée — et avortée — s'élance en 1837, celle du Voltigeur.

## Statistiques
L'étude la plus complète recense 508 expéditions de traite organisées par des armateurs bordelais, sur la période qui s'étend de 1672 à 1837. Parmi elles, 480 expéditions s'élancent de Bordeaux (les 28 autres appareillent depuis d'autres ports français), représentant 11,4 % des expéditions négrières françaises.

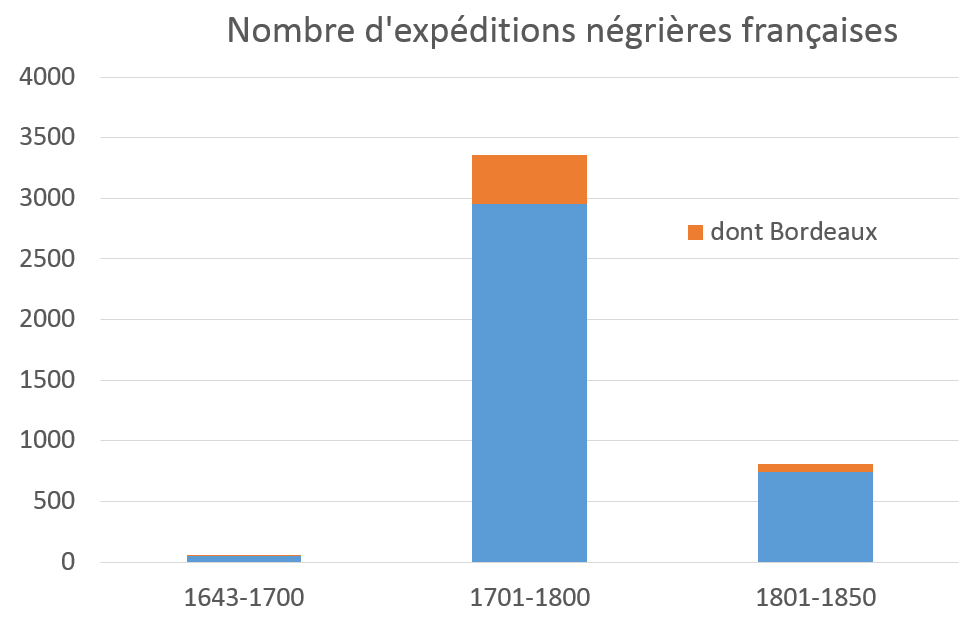
Part des expéditions bordelaises dans la traite française.

La base de données Trans-Atlantic Slave Trade dénombre 443 voyages entre 1686 et 1837 pour un total estimé de 133 304 captifs, dont 112 592 parviennent à destination.
Les capitaines négriers embarquent principalement les prisonniers sur ce qu'on appelle alors la Côte des Esclaves (rivages des actuels Ghana, Togo, Bénin et Nigéria), au Congo et en Angola, et au Mozambique. Les ports du Sénégal, de Sierra Leone et Guinée sont plus rarement visités. 15 000 personnes environ seront ainsi déportées, dont deux tiers de sexe masculin.
Les esclaves sont majoritairement débarqués dans les possessions françaises en Amérique (85 %) et notamment à Saint-Domingue (70 %). Les destinations de 386 expéditions bordelaises étudiées se répartissent ainsi :
| Lieu de vente des captifs                 | Nombre d'expéditions |
| ----------------------------------------- | -------------------- |
| Saint-Domingue                            | 270                  |
| Martinique                                | 31                   |
| Guadeloupe                                | 13                   |
| Autres possessions françaises en Amérique | 13                   |
| Maurice et La Réunion                     | 38                   |
| Cuba                                      | 14                   |
| Autres destinations antillaises           | 7                    |

Cinq fois plus peuplée que toute autre île antillaise, produisant à elle seule davantage de sucre et de café que l'ensemble des Antilles anglaises et espagnoles, Saint-Domingue entretient avec la capitale aquitaine des liens privilégiés : elle attire 75 % des navires de commerce et 80 % des passagers qui prennent la mer de Bordeaux.

## Aspects économiques

### Investissement et rentabilité
Le premier investissement important supporté par l'armateur est celui du navire dit « négrier », bien que souvent il ne soit pas conçu pour le transport ni même la traite humaine, et qu'il s'agisse d'une embarcation de seconde main, pour des raisons économiques (un navire neuf coûte 50 000 livres tournois quand un ancien se négocie entre 10 000 et 20 000 £t).
Ce n'est pourtant qu'une part minime des fonds nécessaires : pour un navire de 300 tonneaux acheté 20 000 £t, les documents montrent que l’investissement total pour préparer l’expédition est d’environ 275 000 £t : armement, vivres, avances sur paie, cargaisons (dont du vin de Bordeaux) et autres cadeaux (armes, alcools, tabac, outils, ustensiles, verroterie, étoffes, parasols, cannes à pommeau, etc.) pour séduire les chefs africains et les intermédiaires.
L'universitaire Silvia Marzagalli indique que le commerce en droiture (liaisons directes entre l'Europe et les colonies, sans effectuer un détour par l'Afrique qui permet la traite des Noirs) offre un taux de rentabilité de l'ordre de 10 %, nettement moindre qu'une opération réussie de commerce triangulaire. C'est bien sûr ce qui incite les armateurs à y investir.

### Risques
Toutefois, le commerce triangulaire (appelé « commerce circuiteux » au XVIIIe siècle) est bien plus risqué : les navigations d'environ dix-huit mois sont deux à trois fois plus longues qu'un voyage en droiture, le taux de mortalité des captifs entassés à fond de cale est élevé (de un sur quatre au XVIIe siècle à 11 % à la fin du XVIIIe siècle) mais aussi celui des membres de l'équipage,, et le risque de voir un bateau pris par des pirates ou une puissance étrangère n'est pas négligeable — ce qui est notamment et fréquemment le cas durant la guerre de Sept ans (1756-1763). Les capitaux sont donc immobilisés plus longtemps, les créances sont longues voire quelquefois impossibles à se faire rembourser et le risque de perdre toute sa mise non négligeable.
Dans le meilleur des cas, les vaisseaux ont une espérance de vie de dix ans, soit cinq expéditions,.

### Les fortunes bordelaises

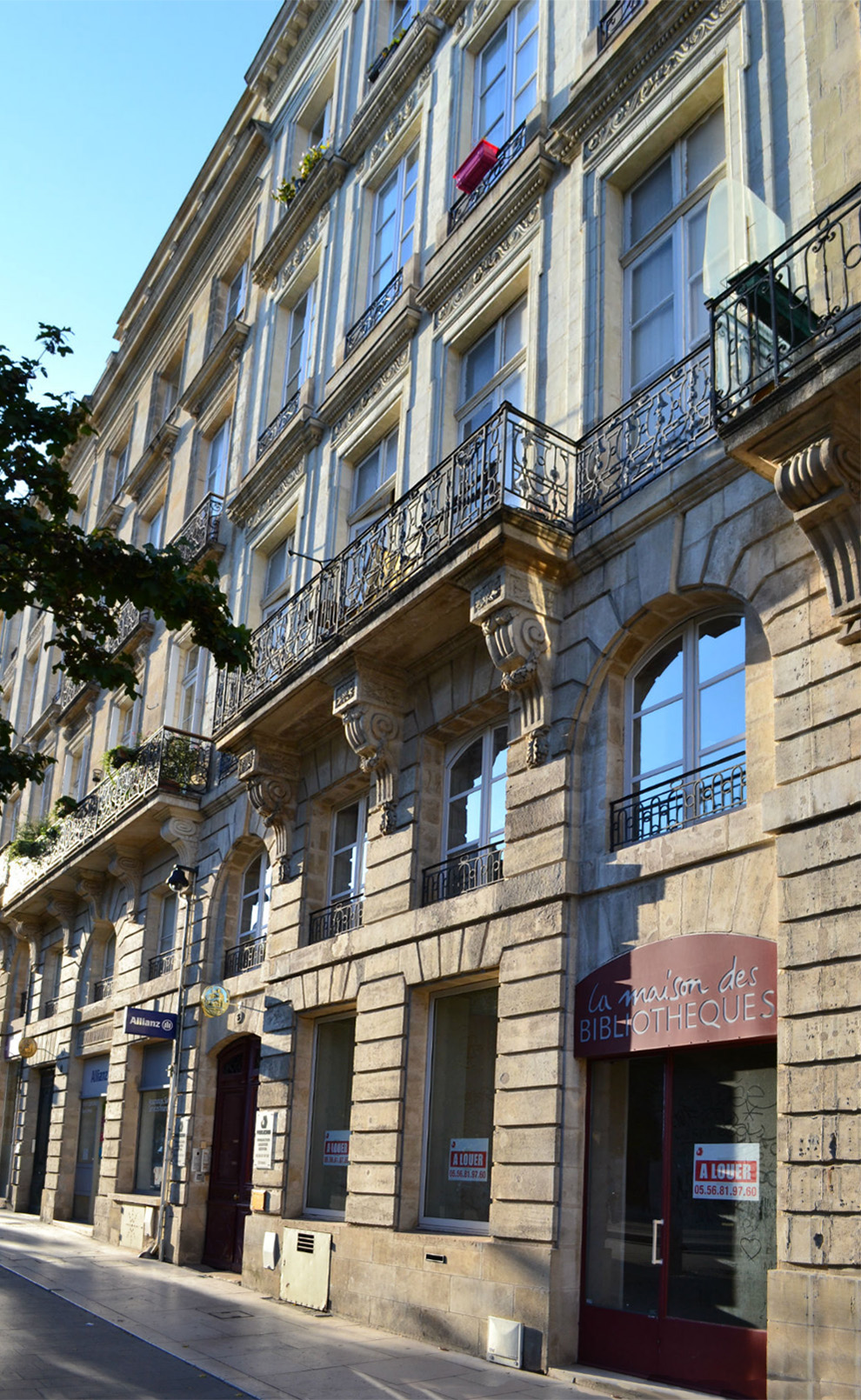
Hôtel Journu, sur le cours du Chapeau-Rouge (no 3) qui concentre des immeubles construits pour des armateurs.

De formidables fortunes s'édifient sur la pratique de l'esclavage, un peu par la traite mais surtout par la possession de plantation aux îles ou par le commerce des denrées coloniales qui y sont produites. L'essor du commerce avec les Antilles fait de Bordeaux le premier port de France au milieu du XVIIIe siècle, et 45 % des importations coloniales françaises y transitent dans les années 1770 et 1780, pour alimenter bien au-delà des frontières du pays. Outre ce flux commercial, des industries manufacturières se créent dans la région, pour transformer les denrées coloniales ou produire des équipements destinés aux plantations.
Les principaux bénéficiaires font construire ou acquièrent de somptueux hôtels en ville (l'essentiel des immeubles du cours du Chapeau-Rouge par exemple) ou châteaux en périphérie (Quadrille à Caudéran pour Journu, Bourran à Mérignac pour Saige, etc.). Les familles investissent dans des propriétés viticoles (La Louvière et Rieussec pour J.B. Mareilhac, le château Lagrange pour un héritier de Cabarrus, Beychevelle pour Jacques Conte, Batailley pour Daniel Guestier, Gressier-Grand Poujeaux pour Kater, etc.).

#### Les armateurs
186 armateurs bordelais se partagent les 508 expéditions négrières recensées. Parmi eux, 105 maisons ont organisé une seule expédition. Sept sont à l'origine d'au moins dix traites : les Nairac avec vingt-cinq expéditions, Jacques-Alexandre Laffon de Ladebat (quinze voyages), Isaac Couturier (quatorze expéditions), Jean Senat et Jean Marchais avec onze traites chacun, Dommenget & fils et la famille Gradis avec dix voyages de traite chacun.
Paul Nairac, par exemple, possède deux raffineries dans le quartier Sainte-Croix et une flotte de plusieurs navires, dont trois bateaux négriers. L'un d'eux est le plus gros vaisseau de Bordeaux, Le Pactole (neuf cents tonneaux) ; s’y ajoutent Le Maréchal de Duras, Le Neptune, Le Vengeur, Le Restaurateur (jaugeant chacun 400-500 tonneaux) et Le Roitelet de mers (80 tonneaux),.
Mais dans une optique de partage des risques et des bénéfices — à l’exception de quelques puissantes familles comme les Nairac, Dommenget ou Journu qui peuvent mobiliser les capitaux nécessaires —, les armateurs principaux constituent généralement une société commerciale pour faire appel à de multiples investisseurs, recherchant des partenaires auprès de la bourgeoisie bordelaise, de banques européennes, parfois auprès de leurs officiers supérieurs : il est ainsi possible à tout un chacun de prendre des parts financières dans les expéditions, comme dans n'importe quelle opération d'investissement d'envergure.

#### Les plantations ou «habitations»

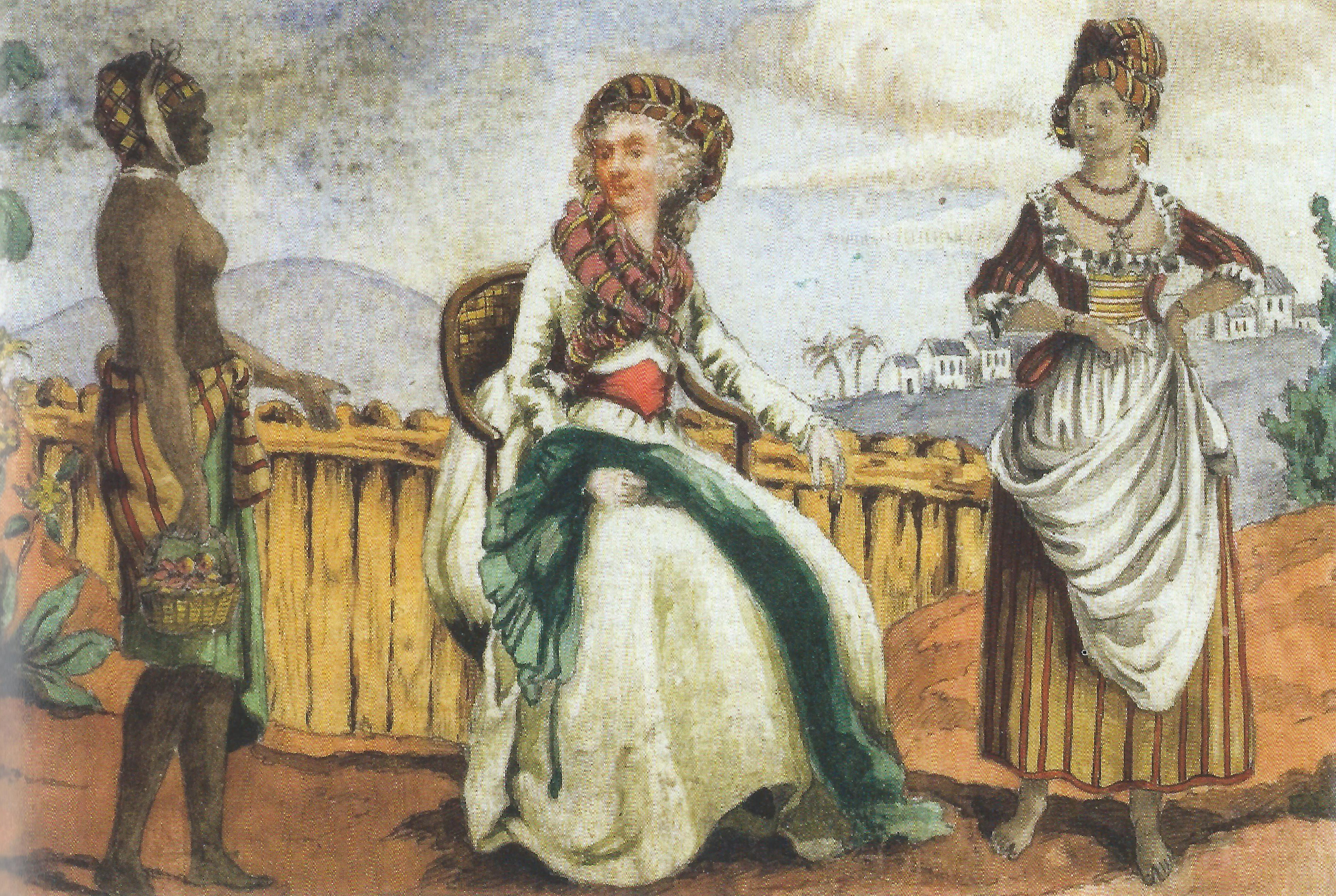
Madame Ailhaud, d'origine bordelaise, dans sa propriété de la Guadeloupe vers 1760. Elle sera tuée par des esclaves insurgés en 1793.

La traite négrière bordelaise permet de développer le commerce sucrier des Antilles et notamment celui de Saint-Domingue. De vastes plantations, dites « habitations », s'y établissent.
Parmi les propriétaires aux îles, l'historien Jacques de Cauna a retrouvé les noms du grand négoce bordelais, négriers ou non : Testard et Gachet, Viard, Journu, Mesplès, Blancas, Agard, Laffon de Ladébat, Schröder et Schyler, Romberg et Bapst, de Kater, Balguerie, Clarac, Bonnafé, Nairac, Guestier, Gradis, etc. Plusieurs magistrats épousent des créoles ; des présidents de la Cour des aides, les familles de parlementaires tirent des revenus de possessions à Saint-Domingue : Ségur, Poissac, Lalabde, Dubergier de Favars, Dupaty, Gobineau, etc..
Presque toutes les maisons bordelaises ont un parent installé dans les îles, notamment Saint-Domingue et les îles Sous-le-Vent aux Antilles, qui leur permet de gérer à distance un domaine en toute confiance, et de le faire contribuer au financement et à l'organisation des armements.
En 1786, la famille protestante Nairac possède un domaine (« habitation de Nairac ») à l'île Bourbon dans la région du Tampon actuel, où travaillent 414 esclaves « dont 98 enfants, deux invalides, vingt-quatre domestiques ».

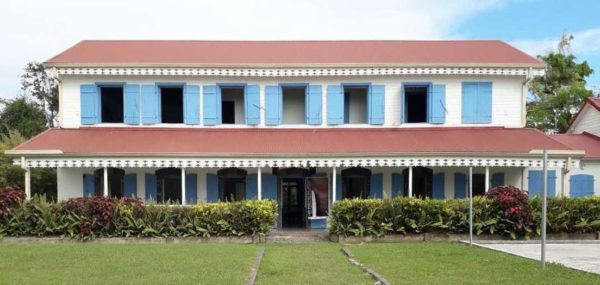
Maison des maîtres de l'habitation Gradis en Martinique.

Bien qu'en vertu du Code noir, les Juifs ne puissent pas posséder d'esclaves ni de terres aux colonies, leur utilité les rendait tolérables. Grâce aux lettres patentes concédées aux juifs portugais de Bordeaux par Henri II et à l'amitié du ministre Maurepas qui lui obtient une autorisation royale pour les multiples services rendus à la couronne, Abraham Gradis (surnommé le « roi juif de Bordeaux »,), acquiert avec réticence, jugeant l'investissement insuffisamment rentable, plusieurs habitations de ses grands débiteurs : l'habitation Prunes en Martinique en 1776, l'habitation La Caze à Saint-Domingue en 1777, et pour moitié une troisième dans le quartier des Nippes, en association avec la maison de négoce bordelaise protestante Bethmann & fils.
Probablement marchands avant d'être planteurs, des six frères et sœur de la famille Seguineau, quatre sont propriétaires dès 1745 à Saint-Domingue sur les hauteurs du Fond-Baptiste, d'une vaste concession de « 1 200 toises environ de côté » pour la culture du café, à laquelle s'ajoutent des cotonneraies, des entrepôts, des magasins et des maisons à Saint-Marc et au Port-au-Prince, où ils s'installent, outre l'hôtel particulier Seguineau au domaine de Lognac. « Cette classe de petite bourgeoisie marchande a eu une grande part dans la colonisation des Antilles aux XVIIe et XVIIIe siècles » ; la famille possède ainsi des relations à Versailles comme le montre une correspondance avec le ministre Malesherbes, qui sollicite des lettres de noblesse pour ses membres. Par le biais de contrats, de mariage et d'héritage, l'habitation caféière Seguineau passe aux mains des nobles bigourdans Navailles-Bonnas, à la fin du XVIIIe siècle, qui eux, ne se rendront jamais sur ces terres où travaillent 148 à 150 esclaves,.

#### Les commerçants

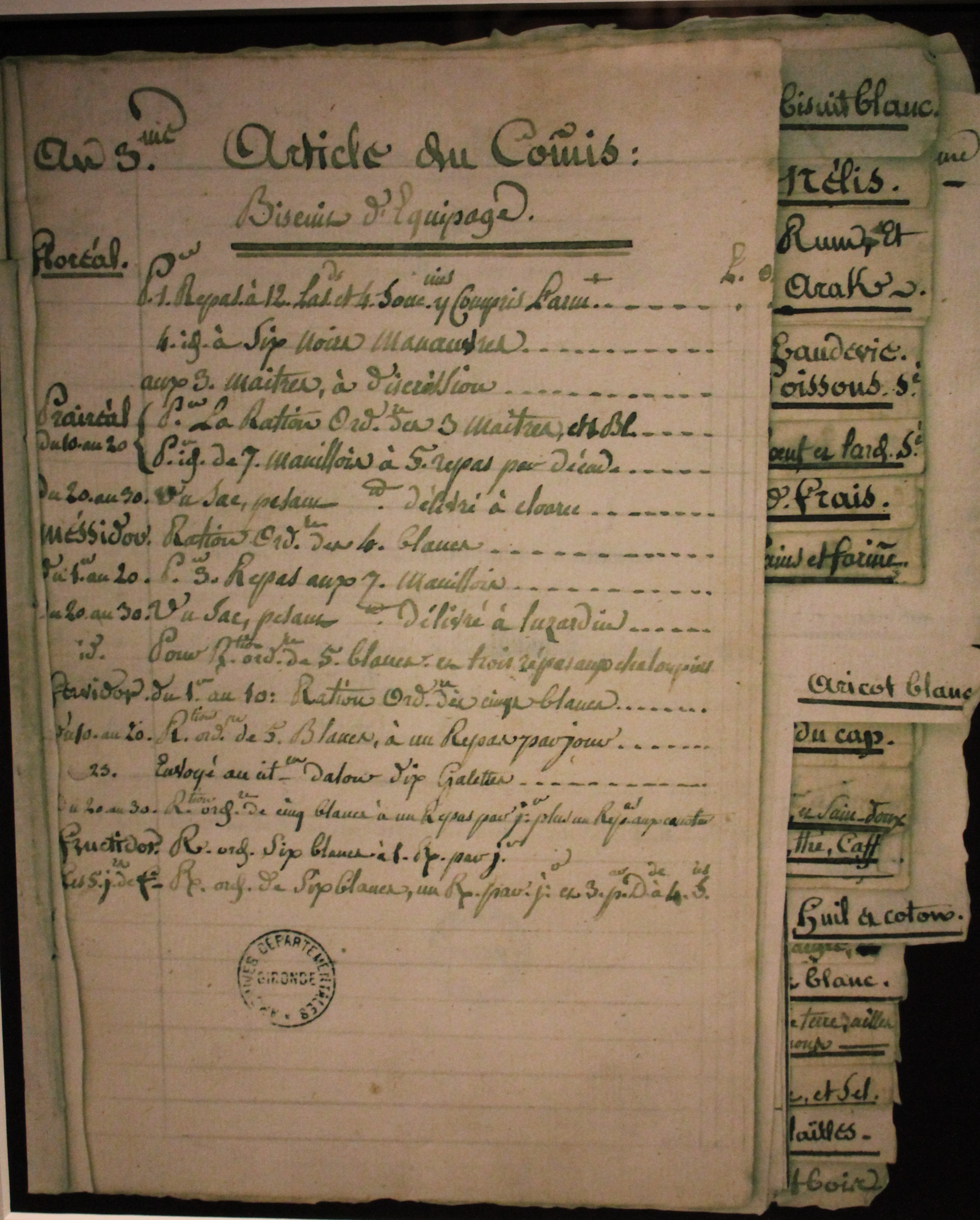
Cahier de cambuse (soute à vivres) de La Céline, où sont consignées les consommations de vivres par l'équipage, 1795.

La préparation du départ génère des flux financiers importants : il faut équiper le navire (outils, cordages, etc.), acquérir les provisions de bouche pour nourrir marins et esclaves pendant le voyage, charger la « cargaison d'échange » que l'on troquera en Afrique contre les captifs (textiles, eau-de-vie, armes, métaux, tabac, cauris, etc.). Ce matériel est produit dans l'arrière-pays aquitain — aisément accessible par la Garonne ou la Dordogne, il constitue un atout considérable pour le port de Bordeaux — mais aussi dans l'Europe occidentale entière, contribuant à alimenter significativement le commerce bordelais et participant de la traite négrière.
En retour, les denrées coloniales sont réexpédiées dans toute l'Europe du nord-ouest et la ville se couvre de vastes entrepôts.
Selon l'historien Philippe Gardey, six à huit cents sociétés de négoce sont présentes à Bordeaux entre 1779 et 1792, associant des commerçants d'origine cosmopolite : catholiques, protestants ou juifs.

#### L'équipage
Plusieurs dizaines d’hommes d’équipage doivent être recrutés, à la tête desquels un capitaine qui doit s'entendre avec l'armateur. Souvent, l'entente porte aussi sur la falsification des livres de comptes pour réduire les impôts relatifs au tonnage et à la marchandise. Outre des gages élevés, le capitaine peut percevoir un « port permis » lui donnant droit à la revente de captifs supplémentaires pour son propre compte. Selon leur grade, les hommes de l'état-major du capitaine perçoivent aussi un pourcentage sur les ventes de ce « bois d'ébène ».
Globalement, « on peut considérer que plusieurs milliers de Bordelais ont participé directement ou indirectement à ce trafic d'êtres humains ». Éric Saugera le résume de la sorte :

« Sur une durée d'environ un siècle et demi (XVIIe – XIXe siècle), des dizaines de milliers de marins, armateurs, investisseurs, marchands, artisans, fabricants, ont participé à la préparation d'environ cinq cents expéditions négrières bordelaises qui ont déplacé plus de 100 000 tonneaux et enlevé à l'Afrique entre 130 000 et 150 000 de ses habitants. »

## Présence des Noirs à Bordeaux
Comme le signalent quelques tableaux conservés dans les musées aquitains,, des Noirs vivaient dans la région au XVIIIe siècle.

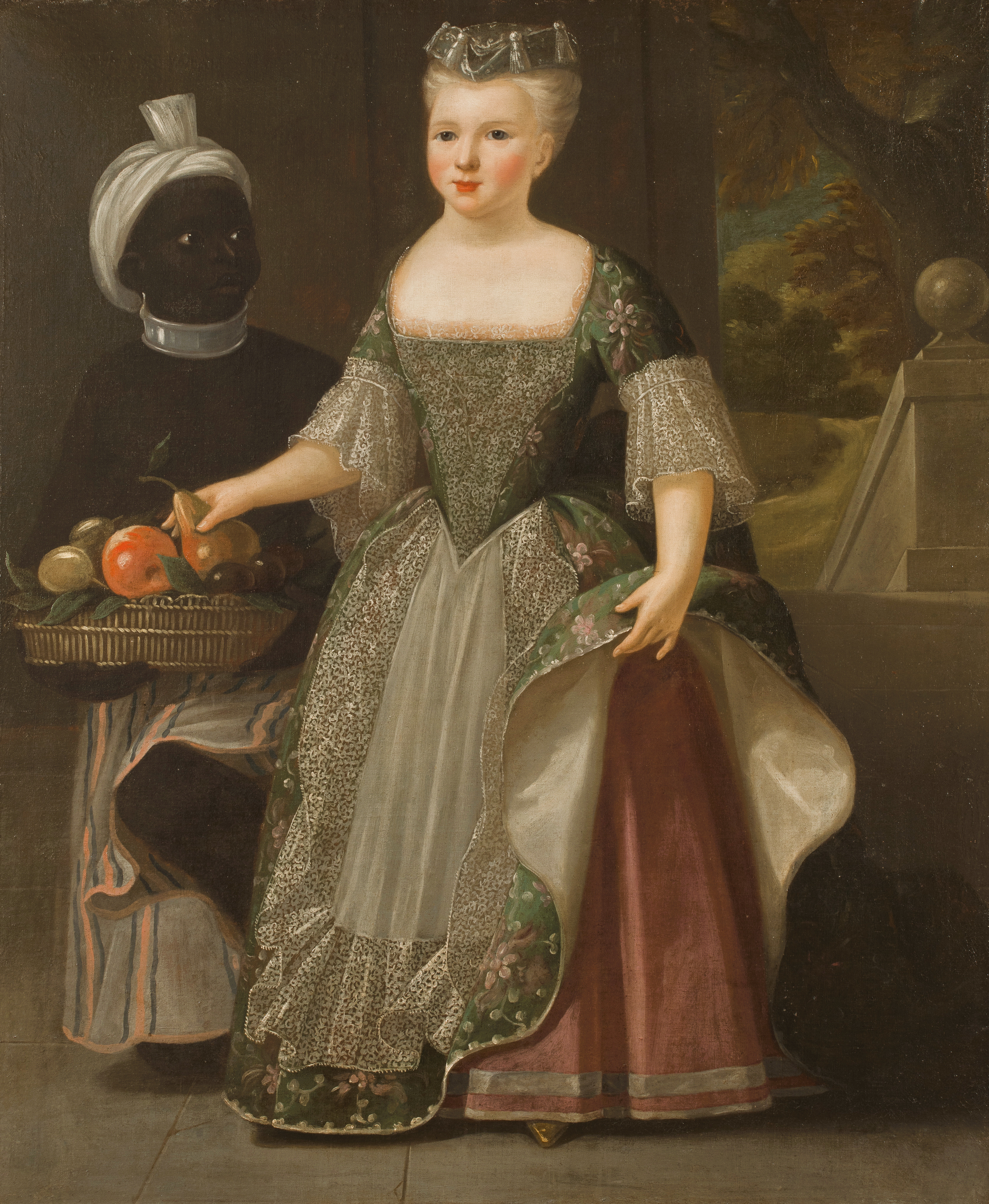
Portrait de Marie-Anne Grellier avec sa Négrillonne, huile de Chanteloub, La Rochelle, 1721.

L’étude des archives permet de distinguer 5 200 personnes d’origine africaine présentes à Bordeaux à un moment ou à un autre de la période de la traite. Un autre décompte, effectué par l'universitaire Léo Élisabeth, y dénombre 3 242 esclaves et 358 Noirs ou métis libres au cours du XVIIIe siècle (l’effectif total est quoi qu'il en soit certainement supérieur, car tous n’étaient probablement pas déclarés). Rares sont ceux qui arrivent directement d'Afrique.
En 1777, une Déclaration royale oblige à recenser toute personne de couleur vivant en métropole : on compte alors à Bordeaux 208 esclaves et 94 Noirs libres — incluant des métis issus d’un père blanc. Les familles propriétaires des esclaves sont nommées : colons, négociants, armateurs ou capitaines.
Des armateurs font venir des esclaves pour leur usage personnel ou pour décharger les bateaux. La présence de Noirs sur le continent et particulièrement dans les grandes villes provoque des protestations populaires et un renouvellement très ferme de l'interdiction d'importer des populations noires en métropole. Néanmoins, au motif que des Noirs ou mulâtres semblent nécessaires à leurs maîtres pendant la traversée et au débarquement, Louis XVI impose en 1777 qu'ils soient ensuite tous (Noirs esclaves ou même libres) consignés dans un « dépôt des Noirs » créé dans chaque port français, durant leur séjour en France dans l'attente de leur retour dans leur colonie d'origine, afin de veiller « à la conservation des mœurs et du bon ordre dans (son) royaume ». François-Armand Cholet, procureur du Roi à l'Amirauté de Bordeaux, s'indigne alors des mauvaises conditions de détention des prisonniers, alors qu'il était question de faire séjourner les Noirs au même endroit : « l’amirauté de Bordeaux n’a d’autres prisons que celles du palais ; mais elles sont si affreuses que la seule idée d’y enfermer les Noirs révolte l’humanité. Les prisonniers y sont rongés de gale et de vermine ». L'édit proscrit en théorie les nouvelles arrivées (à l'exception des nourrices qui peuvent rester auprès des enfants), mais cette obligation n'est pas respectée.
Toutes ces personnes viennent des colonies d’Amérique, amenées par des capitaines des navires de traite ou, plus fréquemment, par les familles créoles pour lesquelles elles travaillaient, soit que celles-ci aient voulu conserver leurs domestiques à leur retour en Europe, soit qu’elles aient souhaité les affranchir (en métropole, le Code noir ne s’applique pas et un propriétaire peut libérer son esclave sans payer de taxe), soit enfin qu’il s’agisse d’enfants illégitimes. Peu à peu, certains sont affranchis par leur propriétaire (et parfois dotés d’une rente), par mariage (les prêtres en métropole refusent de marier des esclaves) ou, plus simplement, par la loi (puisque le séjour non déclaré d’un esclave pendant plus de trois ans donne automatiquement droit à l’affranchissement).

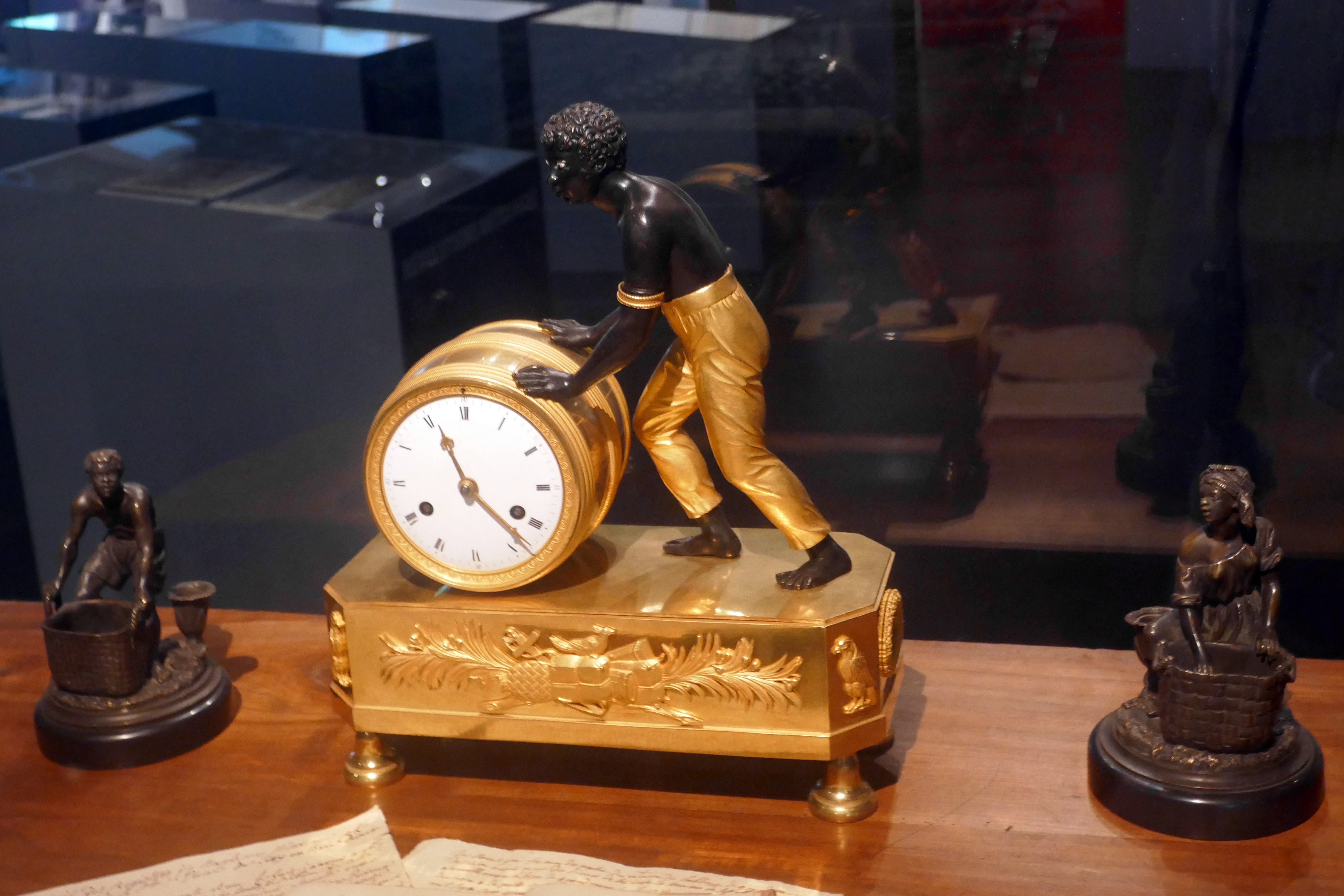
« Horloge au Nègre dite pousse-tonneau » de style (en) blackamoor, flanquée de deux bougeoirs en bronze de Noirs au travail, v. 1840, Musée d'Aquitaine.

La plupart des affranchis restent dans la domesticité. On dénombre en particulier plusieurs nourrices, souvent amenées des Antilles par des familles européennes ou créoles pour accompagner leurs enfants en bas âge,. D’autres exercent avec succès les professions de cuisinier, perruquier, coiffeur, tonnelier, forgeron, marins, sous-officiers de marine — les rôles des navires montrent qu’ils n’étaient pas discriminés en salaire. Certains même s’embarquent pour la traite, à l'exemple de Dominique Toscan.
Quelques-uns de ces Noirs font fortune : en 1794, Casimir Fidèle est propriétaire d’un hôtel restaurant, cours Clemenceau ; vers la même époque Marie-Louise Charles procède à plusieurs transactions immobilières ; pendant la Révolution, Louis Belard Saint-Silvestre, qui possède sa propre auberge près de la place de la Victoire, investit dans des terres à Saint-Domingue.
Leur communauté est organisée ; elle loge principalement hors des murailles, dans le quartier Saint-Seurin alors en pleine urbanisation. Les liens sociaux sont forts, des mariages sont célébrés au sein du groupe (souvent sur le tard, pour s’épauler dans la vieillesse ou se mettre en règle vis-à-vis de la religion), ou parfois entre un homme noir et une femme blanche (un type d’alliance rarissime aux colonies).
Après la première abolition (1794-1802), cette population s’étiole progressivement : certains repartent dans les colonies, les autres s’assimilent (au sens où leur couleur de peau n’est plus mentionnée dans les textes d’époque). En 1830, on n’en identifie plus qu’une trentaine dans la ville.
Jusqu’à la fin du XIXe siècle, des afro-descendants sont cités dans beaucoup de villages de la Gironde ou de la région. Cas sans doute exceptionnels, Hugues Brisset de Montbrun de Pomarède, un homme de couleur né à Saint-Domingue, devient vers 1810 commandant militaire de Bordeaux et gouverneur du château Trompette ; Placide Louverture, un des fils de Toussaint, épouse en 1821 à Astaffort Joséphine de Lacaze, originaire d’une famille de l’ancienne noblesse. Il leur faut plusieurs années avant d'obtenir une dispense de l’administration, une ordonnance de 1803 prohibant alors ce genre de mariages.

## Traces et mémoire

### Odonymie

#### Personnes impliquées dans la traite ou l'esclavage

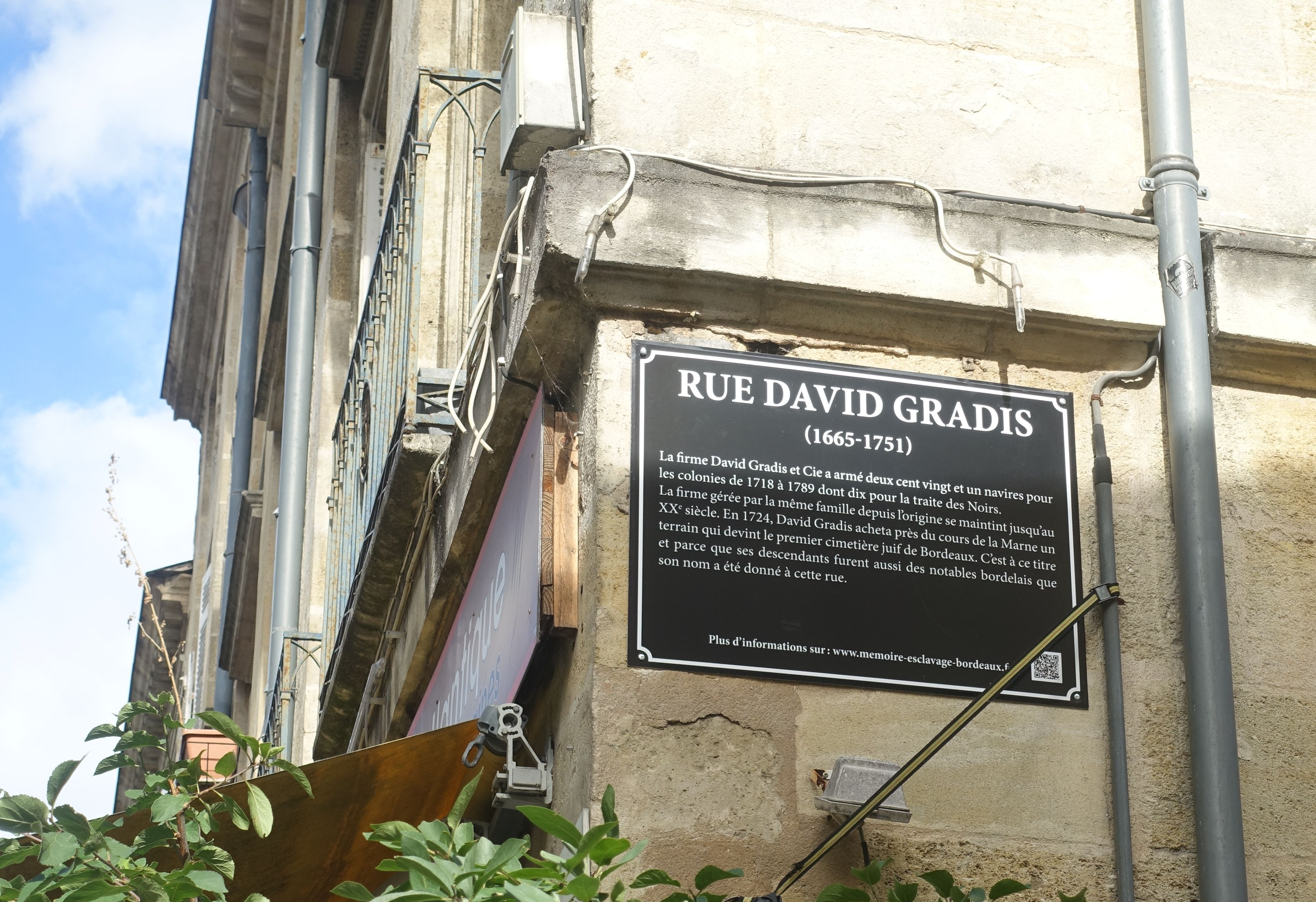
Plaque explicative de la rue David Gradis posée en juin 2020.

Plusieurs voies de Bordeaux portent le nom d'un négrier, même s'il est parfois difficile d'établir si le personnage ainsi honoré a été lui-même impliqué dans la traite négrière ou s'il s'agit d'un autre membre de la même famille. Le nombre de voies varie aussi si l'on inclut les planteurs esclavagistes, ou si l'on compte uniquement les armateurs et capitaines négriers, auquel cas il y aurait au moins six voies avérées selon François Hubert, ancien directeur du Musée d'Aquitaine : les rues David Gradis, Pierre Baour, de Gramont, Pierre Desse, la place Mareilhac et le cours Journu-Auber. La rue Surcouf rend également hommage à un négrier.
L'association « Mémoires et Partages », dirigée par Karfa Diallo, dénombre pour sa part un total de vingt-deux voies directement en lien avec l'esclavage dans la mesure où elle prend aussi en compte les esclavagistes (propriétaires de plantations et esclaves), Colbert, fondateur de la Compagnie des Indes et initiateur du Code noir, ou encore ceux qui ont participé au coolie trade. On trouve ainsi les cours Balguerie-Stuttenberg et Portal, les places Lainé, Johnston et Ravezies, les rues de la Béchade, de Bethmann, Bonnafé, Marie Brizard, Fonfrède, Daniel Guestier, de Kater, Lewis-Brown, Emile Pereire, Saige et Wüstenberg, et les passages Féger et Sarget. 
À la demande d'associations, dont Mémoires et Partages, la mairie fait procéder en 2020 à la pose de cinq première plaques explicatives, rappelant la participation des personnes éponymes à la traite négrière (place Mareilhac, rue Gramont, impasse Feger, rue David Gradis et rue Desse). En 2022, c'est la rue Colbert qui est à son tour dotée d'une plaque explicative, puis en 2024, le cours Balguerie-Stuttenberg. Cette initiative bordelaise a été reprise à La Rochelle en 2021,, Nantes en 2023 et Le Havre en 2024. 

#### Abolitionnistes
Quelques voies de la ville honorent quant à elles la mémoire de personnalités aux positions anti-esclavagistes : les rues Montesquieu, Condorcet, Lafayette, Fonfrède, Gensonné, Guadet, Elisée Reclus, Victor Schoelcher, et l'impasse Toussaint Louverture.

#### Lieux d'escale ou coloniaux
D'autres rues enfin ont été baptisées d'après des escales africaines ou américaines du commerce triangulaire : cours de la Martinique, quai du Sénégal, rues Bourbon (ancien nom de l'île de la Réunion), des Belles-Îles, de Beira (port du Mozambique), de Mahéla, de Fort-Dauphin (tous deux à Madagascar). La rue du Petit Goâve (ville principale de la colonie de Saint-Domingue aux XVIIe et XVIIIe siècles) tire probablement son nom de la communauté de Noirs qui vivaient au XVIIIe siècle dans le quartier Saint-Seurin,.

### Fresques et vitraux

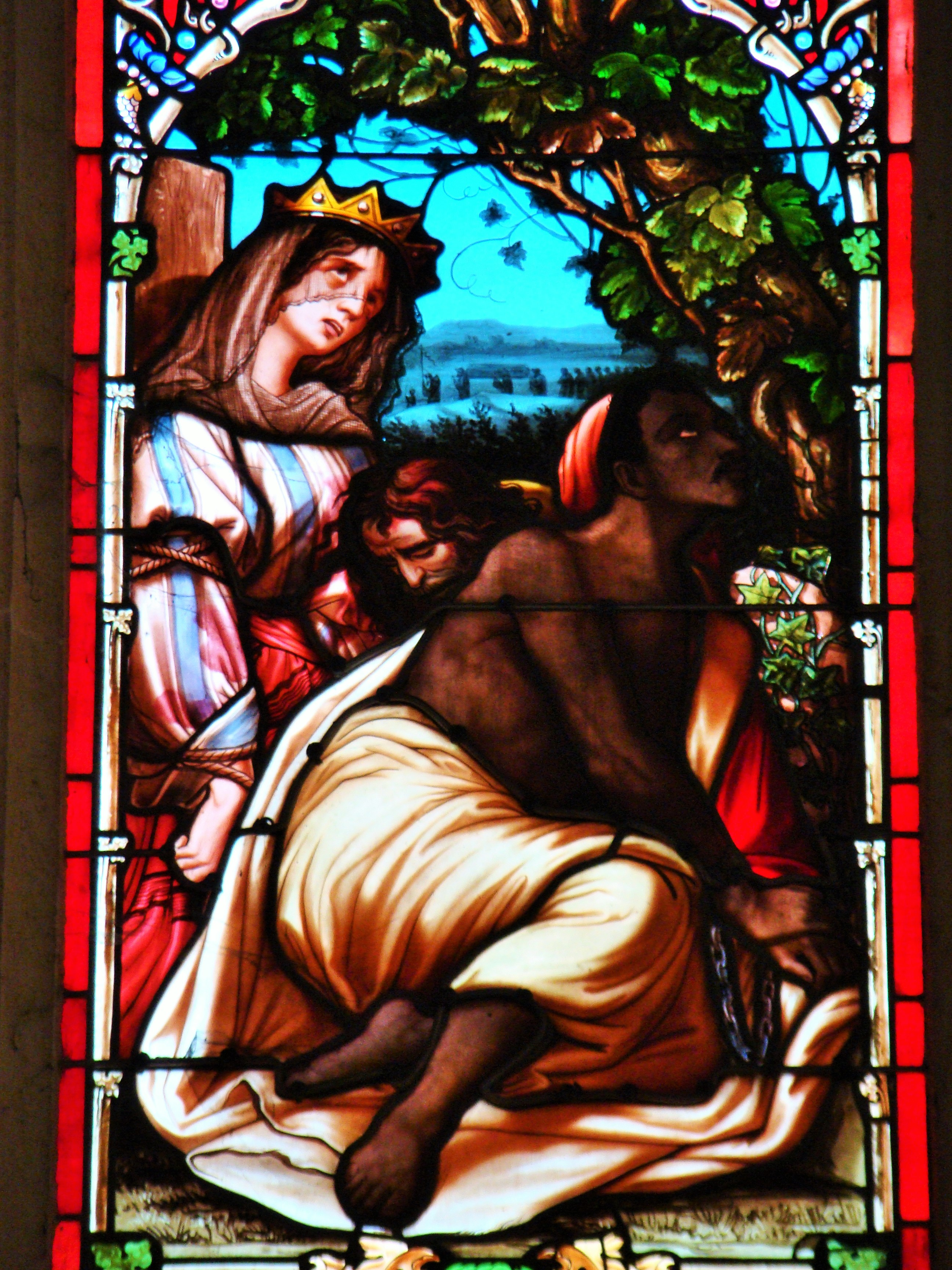
Vitrail central de l'église Saint-Pierre

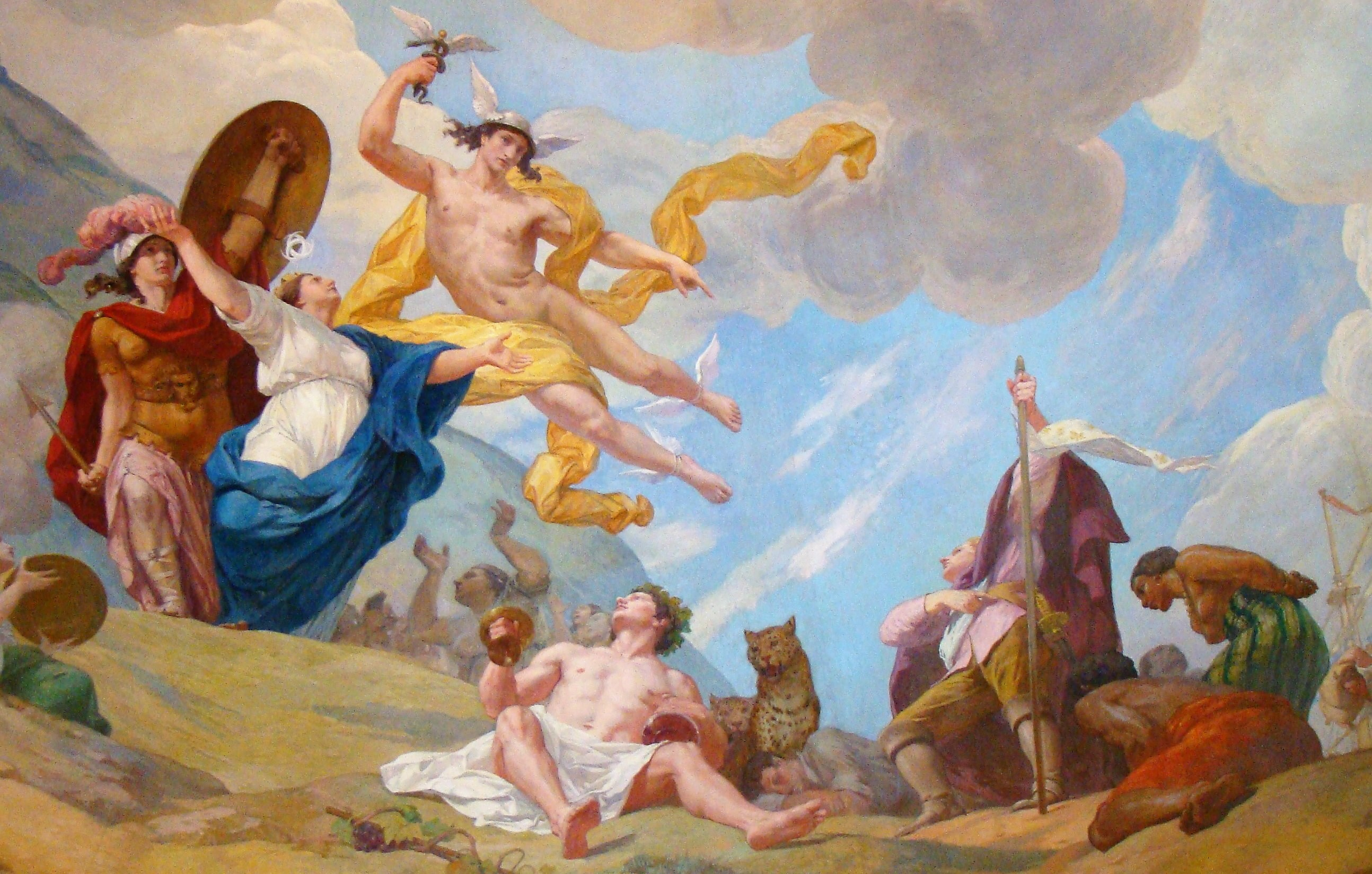
Détail de la fresque du Grand-Théâtre, 1780.

Dans plusieurs monuments ou espaces publics de la ville, des œuvres picturales évoquent de longue date cet aspect du passé de Bordeaux en mettant en scène des personnages africains. La plupart symbolise l'importance de l'Afrique et des Antilles pour la richesse du port. On peut ainsi citer :
- le plafond du Grand Théâtre, peint par Claude Robin en 1780 ;
- le vitrail principal de l'église Saint Pierre, réalisé par Joseph Villiet vers 1860 ;
- la fresque de la Bourse du travail, dessinée par Camille de Buzon en 1937 ;
- la toile Le port de Bordeaux et les relations outre-mer (1925) de Frédéric Marius de Buzon, au Musée d'Aquitaine ;
- le vitrail décoratif  A la gloire de Bordeaux de René Buthaud, à la Maison du Vin (1951) ;
- la fresque La Gironde accueillant l'Afrique peinte par André Lhote en 1955, à l'institut d'odonto-stomatologie.

### Plaques et monuments commémoratifs

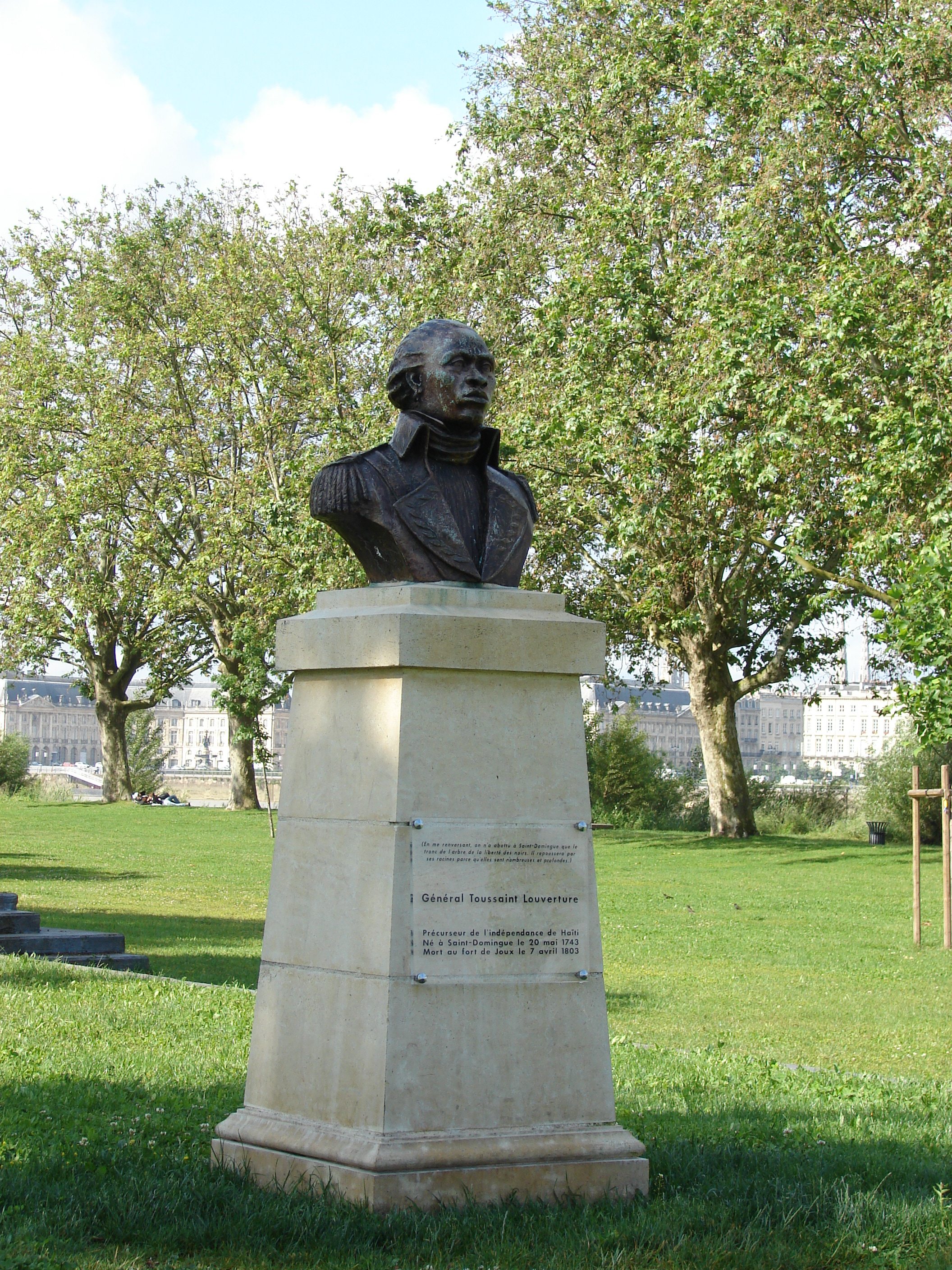
Buste de Toussaint Louverture, offert par Haïti à Bordeaux.

- Buste de Toussaint Louverture, offert par Haïti à Bordeaux. Demeure d'Isaac Louverture : une plaque a été apposée en 2003 par la mairie de Bordeaux pour indiquer la maison de la rue Fondaudège où vécut le fils de Toussaint Louverture, héros de l’abolition de l’esclavage et de l’indépendance de Haïti.
- Tombe d'Isaac Louverture : mort à Bordeaux en 1894, il repose au cimetière de la Chartreuse dans une tombe signalée par une discrète plaque de marbre. Celle-ci mentionne le rôle de son père dans la lutte contre l’esclavage. Comme le reste de sa famille, il avait été déporté en Aquitaine[103].
- Buste de Toussaint Louverture : depuis le 10 juin 2005, il orne le square du même nom, faisant face, de la rive droite de la Garonne, au port de Bordeaux. Le bronze, œuvre de Ludovic Booz[104], a été offert à la ville par la République de Haïti à l’occasion du bicentenaire de la fondation de celle-ci en 1804[105],[106].Plaque commémorative de l’esclavage à Bordeaux sur le quai des Chartrons.

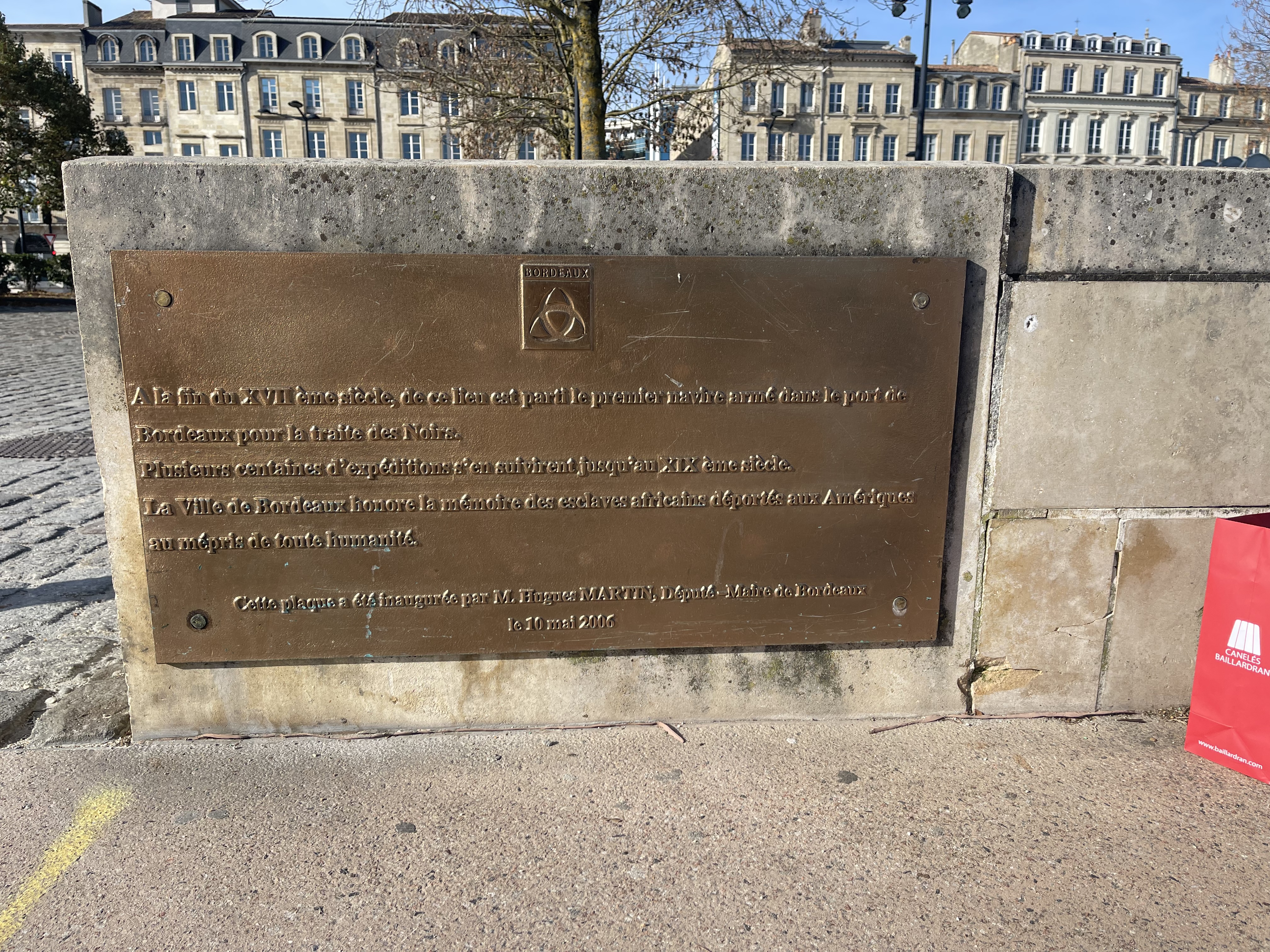
Plaque commémorative de l’esclavage à Bordeaux sur le quai des Chartrons.

- Plaque commémorant la traite bordelaise : sur le quai des Chartrons, la mairie de Bordeaux a inauguré le 10 mai 2006[107] une plaque où est inscrit : « À la fin du XVIIe siècle, de ce lieu est parti le premier navire armé dans le port de Bordeaux pour la traite des Noirs. Plusieurs centaines d’expéditions s’ensuivirent jusqu’au XIXe siècle. La Ville de Bordeaux honore la mémoire des esclaves africains déportés aux Amériques au mépris de toute humanité[108]. »
- Plaque pour Rafaël dit le clown Chocolat : le 26 janvier 2016, dans le cimetière protestant de Bordeaux, l'association Les amis du clown Chocolat a inauguré une plaque en son souvenir, sur son lieu d'inhumation. Né à Cuba vers 1865 dans une famille d'esclaves africains déportée par les Espagnols, il deviendra le premier artiste de scène noir en France[109].
- Statue de Modeste Testas : le 10 mai 2019 est inaugurée sur le quai Louis XVIII, au droit de l'entrepôt Lainé, la statue de Modeste Testas, ancienne esclave dans la plantation haïtienne de négociants bordelais[110].
- Jardin de la mémoire : depuis le 12 mai 2019, une parcelle d'environ 70 m2 du jardin botanique de Bordeaux est est consacrée aux plantes que récoltaient les esclaves dans les habitations coloniales. On y trouve à la fois les plantes à rendement, cultivées pour le compte des maîtres, comme le coton, le café, l'indigo, le tabac, la canne à sucre et les plantes qui nourrissaient les captifs tels le maïs, la pomme de terre et le manioc[111].
- La Vase et le Sel (Hoodoo Calliope) : le 6 juin 2019, un orgue à vapeur (calliope) est inauguré dans la ville de Bègles, sur les berges de la Garonne. Réalisée par Bettina Samson, il rappelle les marches du Jazz funeral de la Nouvelle-Orléans, mais aussi les rythmes vifs des fifres des méringues paysannes haïtiennes. L’œuvre est une évocation des liens qui unissent la ville de Bordeaux et l'ancienne colonie de Saint-Domingue, à travers la traite atlantique et l'esclavage[112].
- Strange Fruit : le 2 décembre 2019, à l’occasion de la journée internationale pour l’abolition de l’esclavage, une sculpture de Sandrine Plante-Rougeol est inaugurée par le maire Nicolas Florian dans le jardin de l'hôtel de ville[113].  Avec cet arbre de résine et métal, l'artiste a voulu évoquer le déracinement et le nouvel enracinement des populations déportées par le commerce triangulaire, dans lequel Bordeaux a pris une part importante. Les trois personnages représentent trois émotions : la colère, la peur et l’abandon. Le nom de l’œuvre rappelle aussi le titre du poème Strange Fruit, chanté par Billie Holiday en 1939, faisant référence au corps d'un noir pendu à un arbre, afin de dénoncer les lynchages dans le sud des États-Unis[114].

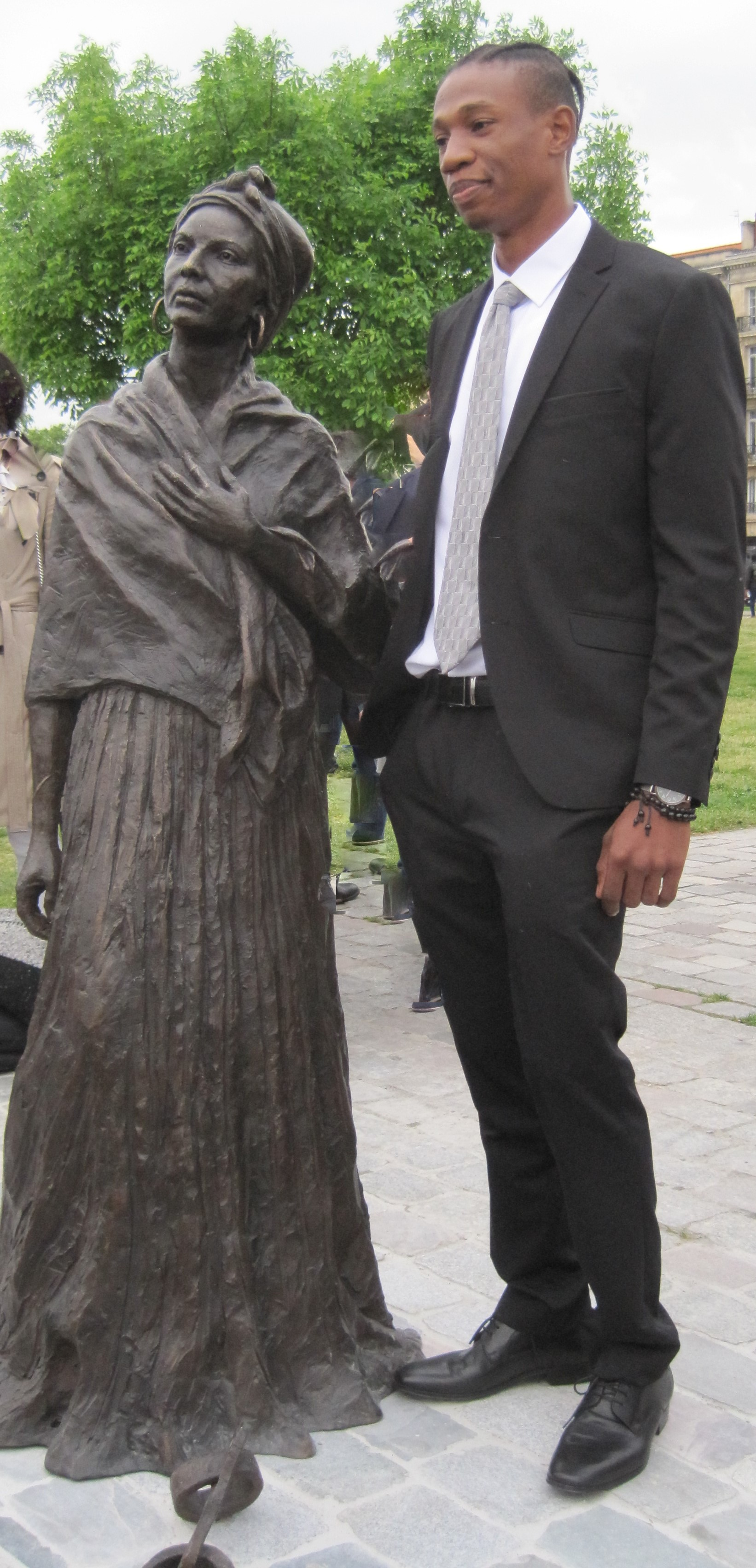
Le sculpteur haïtien Woodly Caymitte, dit Filipo, aux côtés de la statue en bronze de Modeste Testas.
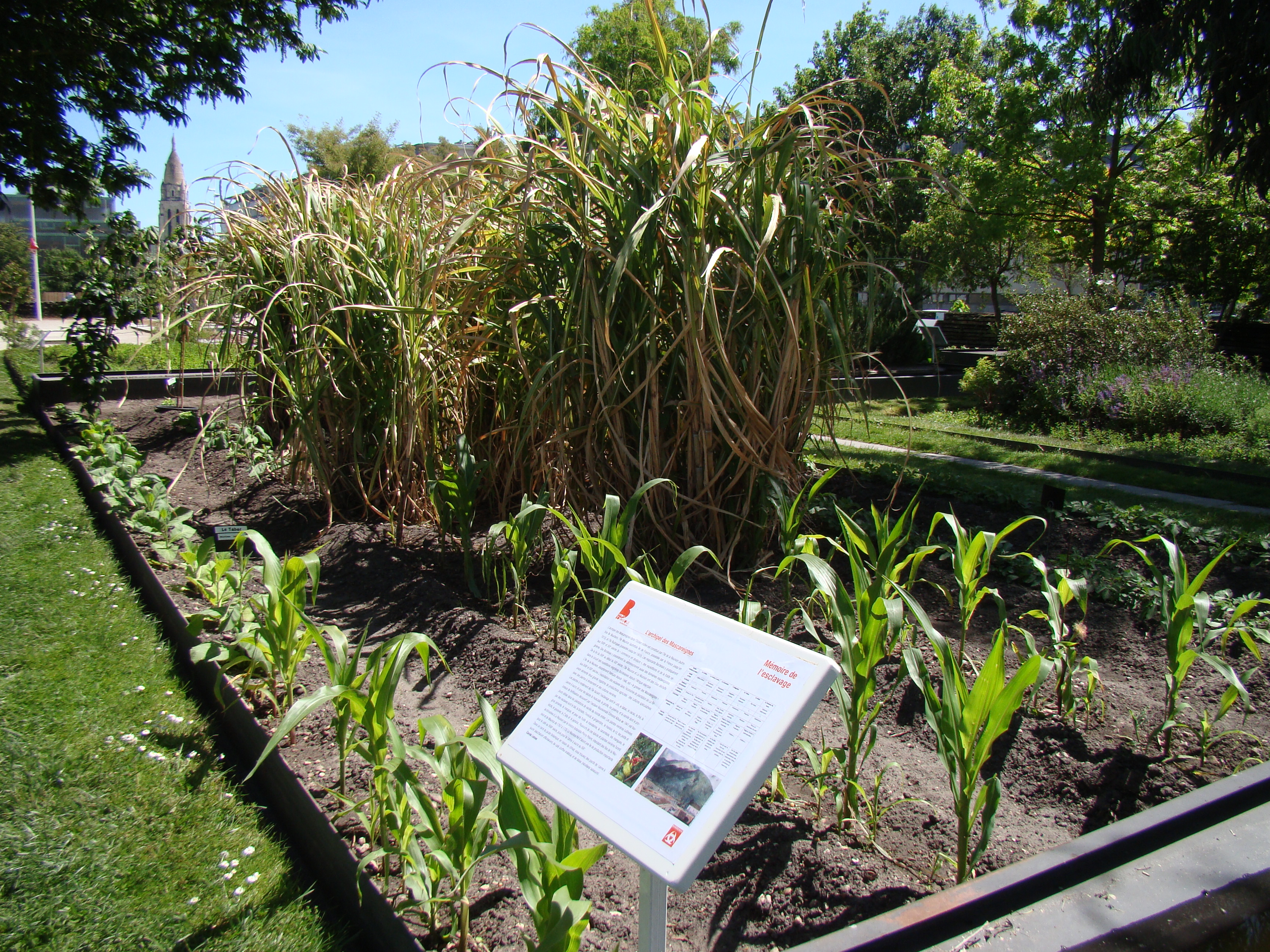
Le jardin de la mémoire, au jardin botanique.
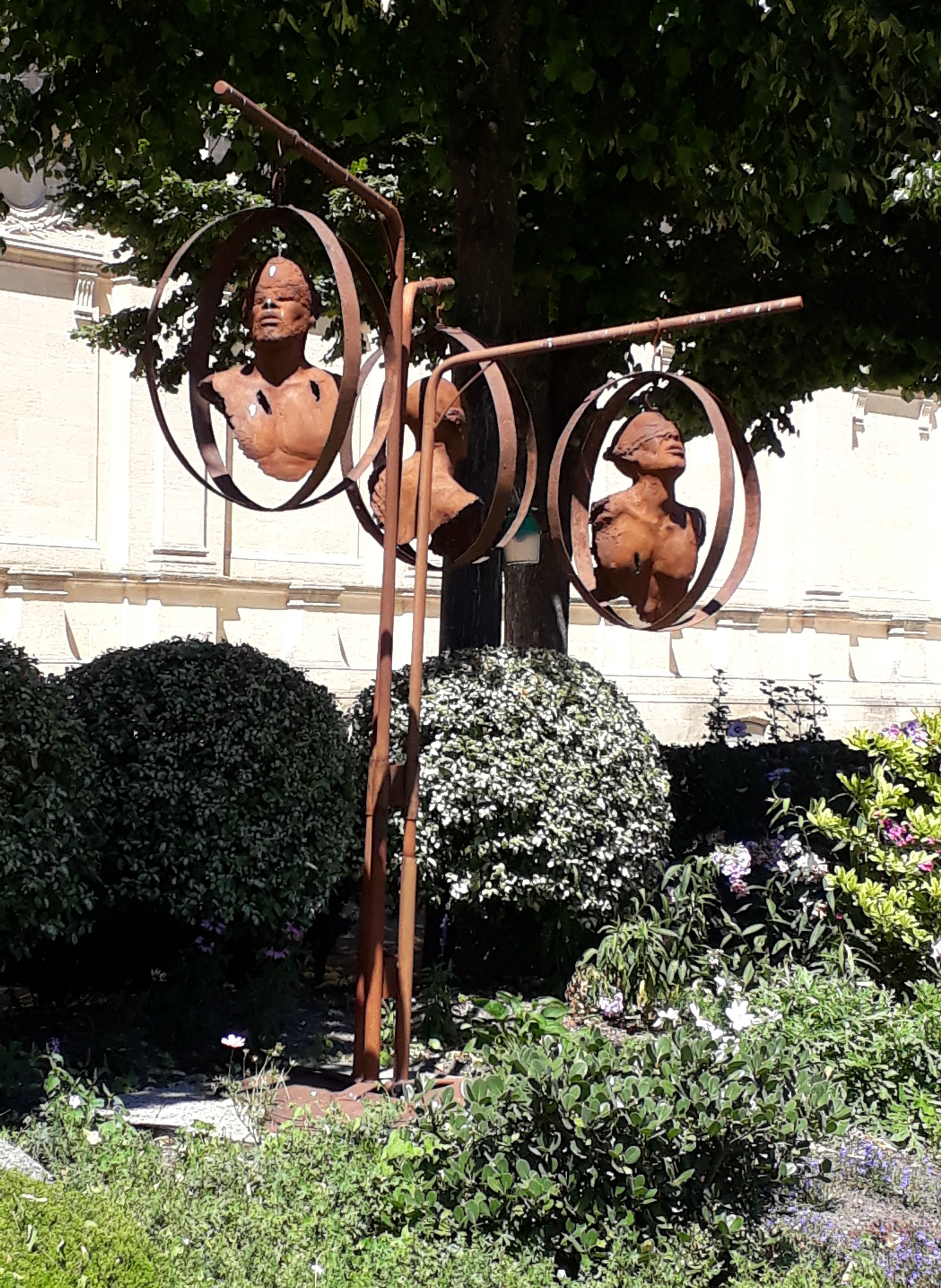
Strange fruit, de Sandrine Plante-Rougeol, jardins de l'hôtel de ville.

### Les musées

#### Musée d'Aquitaine
Un vaste espace de quatre salles permanentes du musée d'Aquitaine, inauguré le 10 mai 2009, est consacré au rôle joué par Bordeaux dans la traite négrière. La muséographie illustre les conditions de transport et de vie des esclaves africains et présente aux visiteurs des documents qui témoignent de l'implication d'armateurs bordelais.

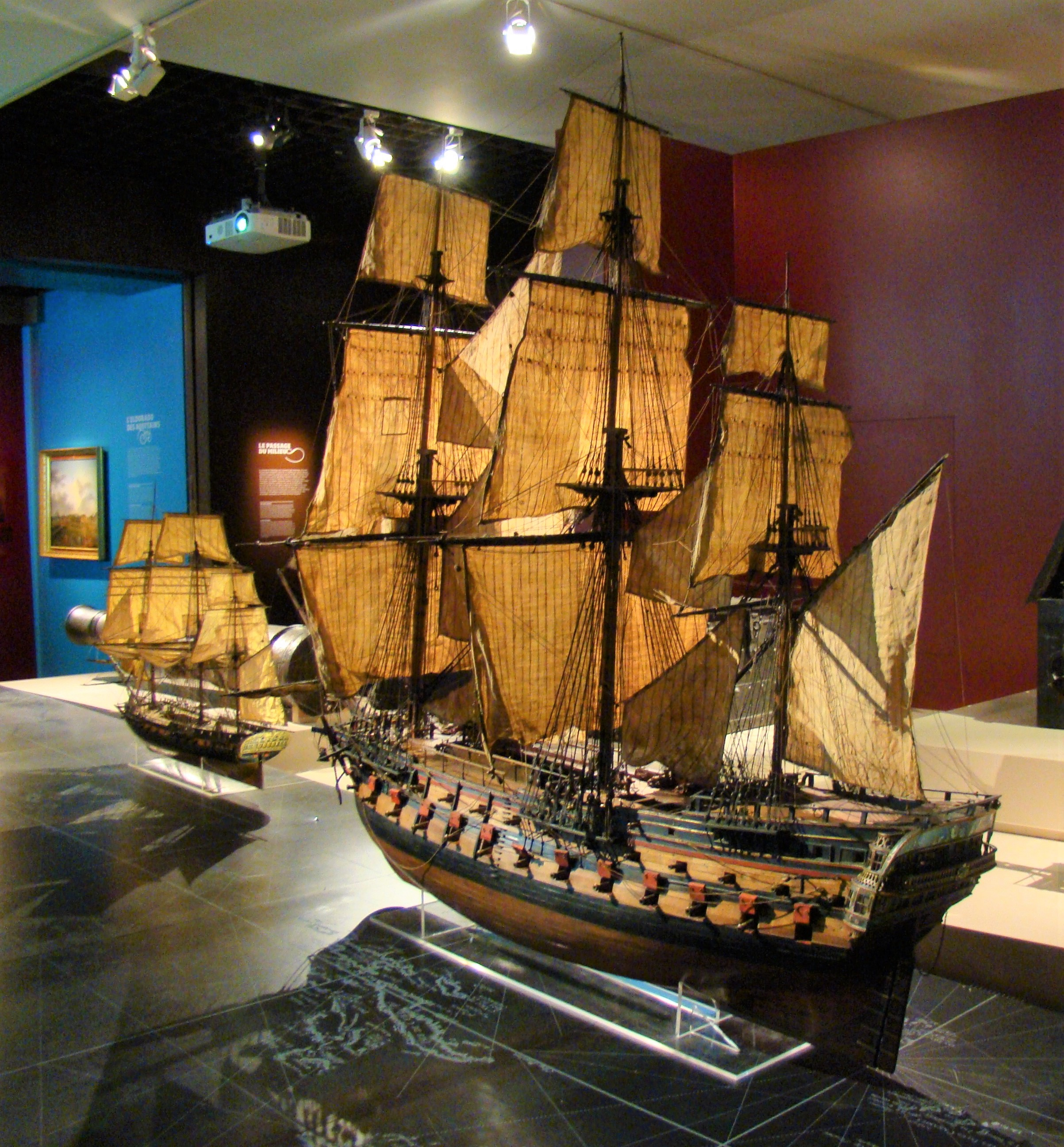
Salles consacrés au XVIIIe siècle et à l'esclavage.
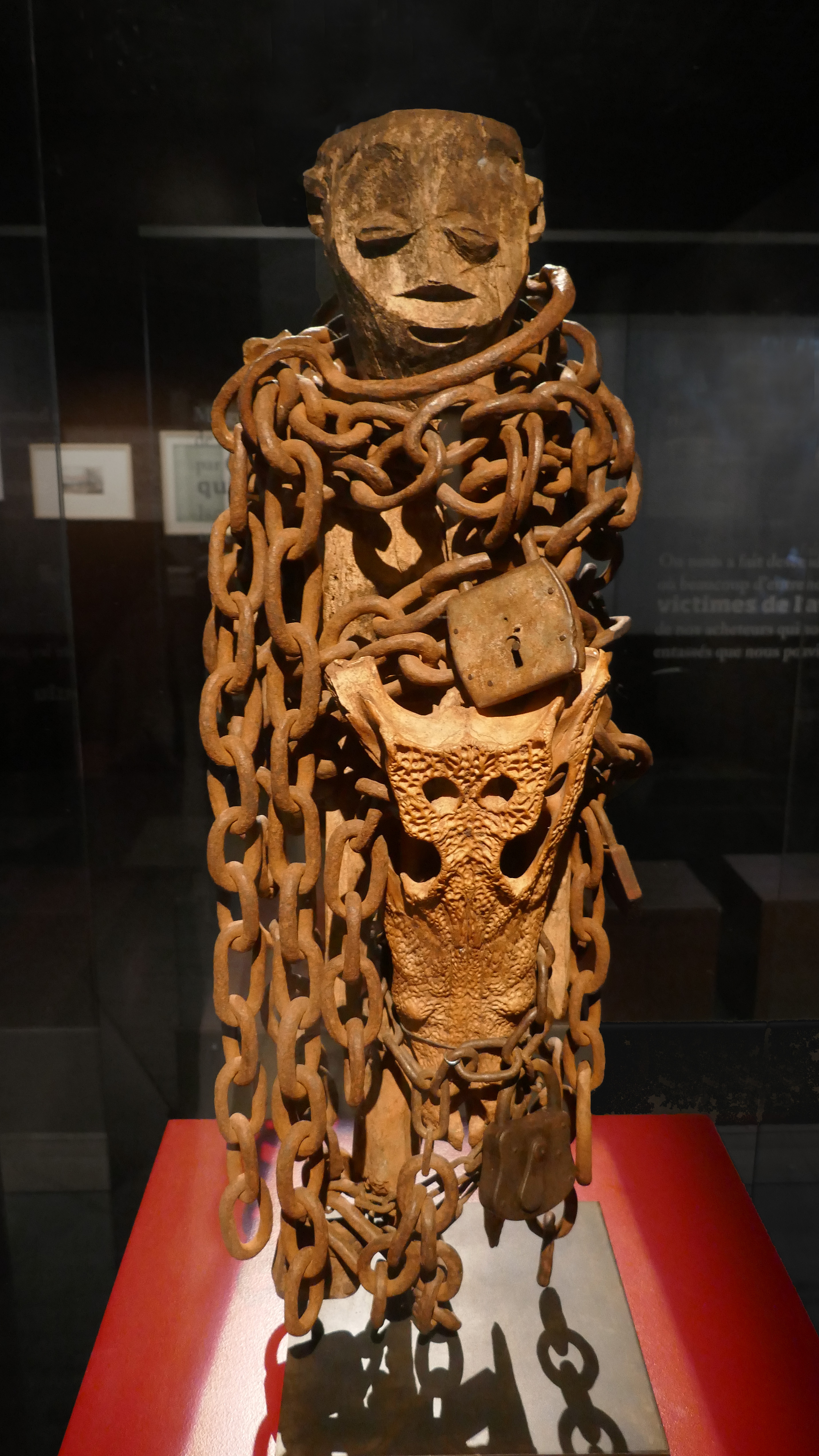
Fétiche fon.
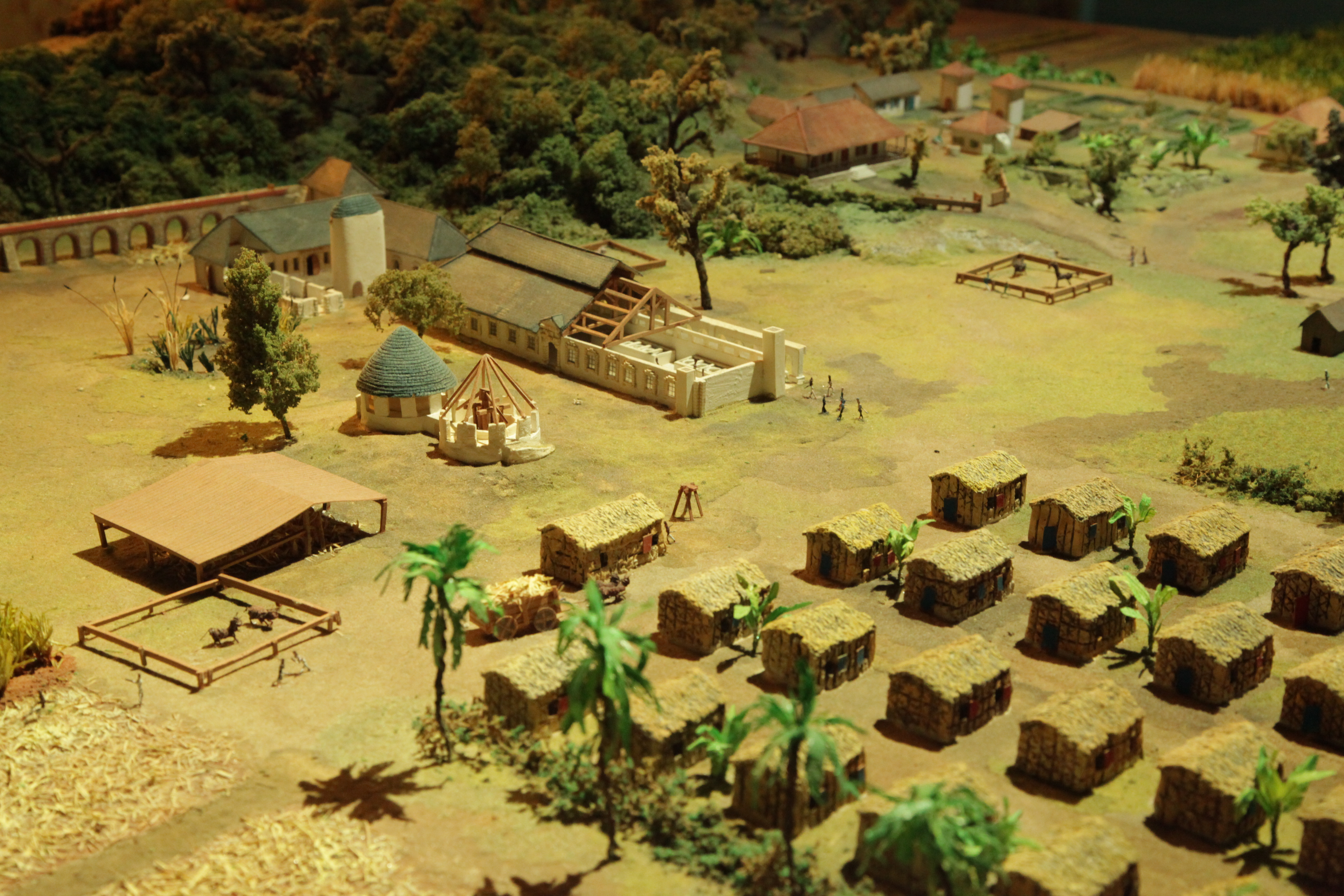
Maquette d'une habitation agricole coloniale.
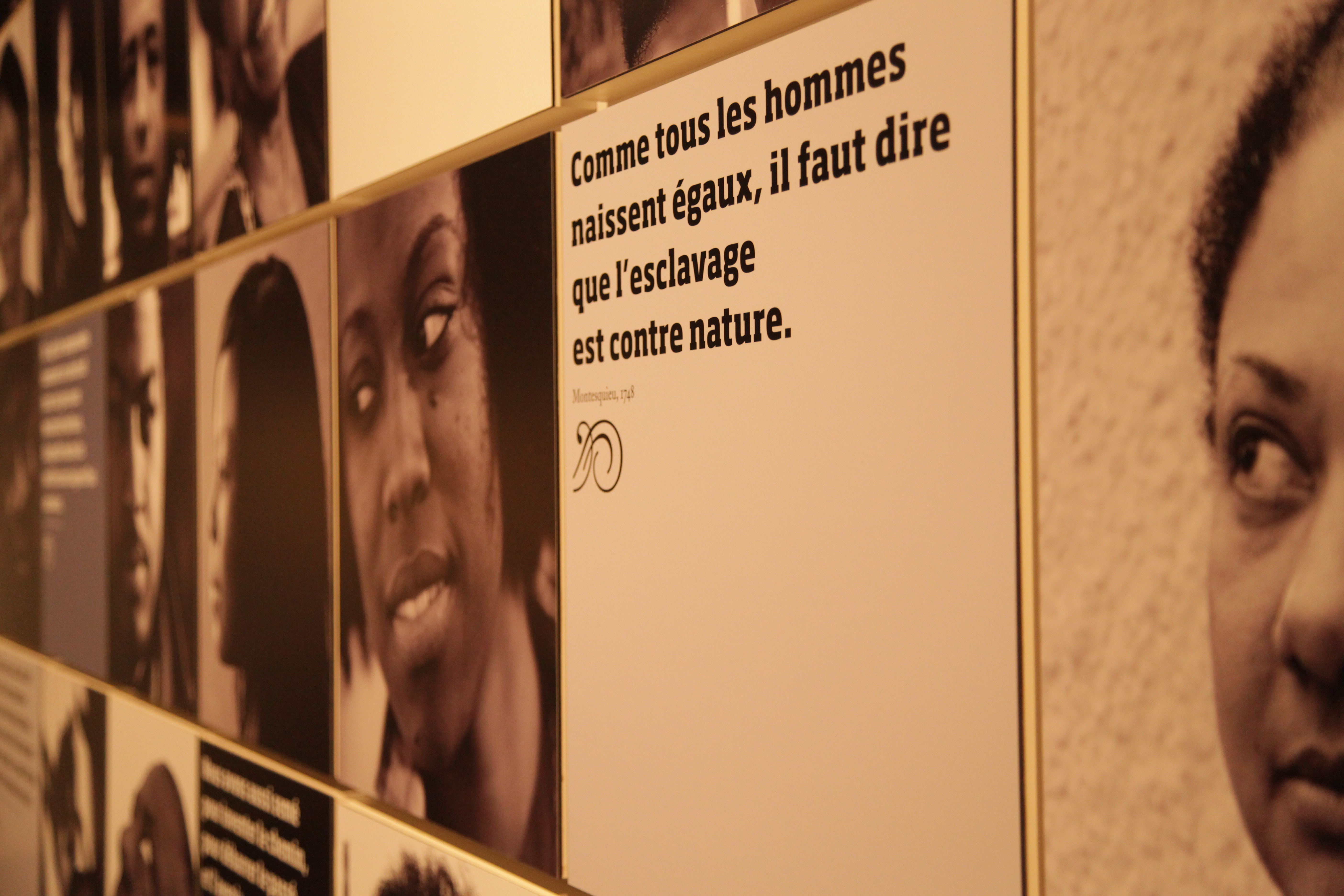
Salle consacrée aux héritages et conséquences de l'esclavage colonial.

Sur environ 740 m2 sont exposés des gravures, des dessins, des peintures issus du fond de Marcel Chatillon, ainsi que des objets, des sculptures, directement venues d’Afrique par le biais des missionnaires, des explorateurs et des marins négociants. Des documents d’archives sont aussi exploités, notamment, au travers de la projection d’un docufiction (La Licorne, Pascal Magontier, 2009) rapportant des extraits du journal de bord d’un capitaine conservé aux archives départementales.

#### Musée des arts décoratifs et du design
Le musée des arts décoratifs et du design, situé dans l'ancien hôtel de Lalande, est le témoignage précieux d'une demeure construite pour une riche famille d'esclavagistes. Cet hôtel particulier est bâti en 1778 par l’architecte Étienne Laclotte pour Pierre de Raymond de Lalande, conseiller au parlement de Bordeaux. Riche représentant de la noblesse de robe de Bordeaux, il possède, avec sa femme Jeanne de Lalande-Gayon, dame d’Urtubie, de vastes plantations de café et de canne à sucre à Saint-Domingue. Les revenus de ces investissements placent les Lalande parmi les premières fortunes de Bordeaux. En 1769, ils peuvent même acquérir le marquisat de Castelmoron. Par la suite l’hôtel sera entre autres la propriété de 1828 à 1839 de Marthe Gabrielle Budan Asselin (1775-1860), riche créole de la Martinique, et veuve de Marie-François-Félix de Lajus (1758-1822), propriétaire de plusieurs plantations et esclaves sur cette île.

Hôtel de Lalande
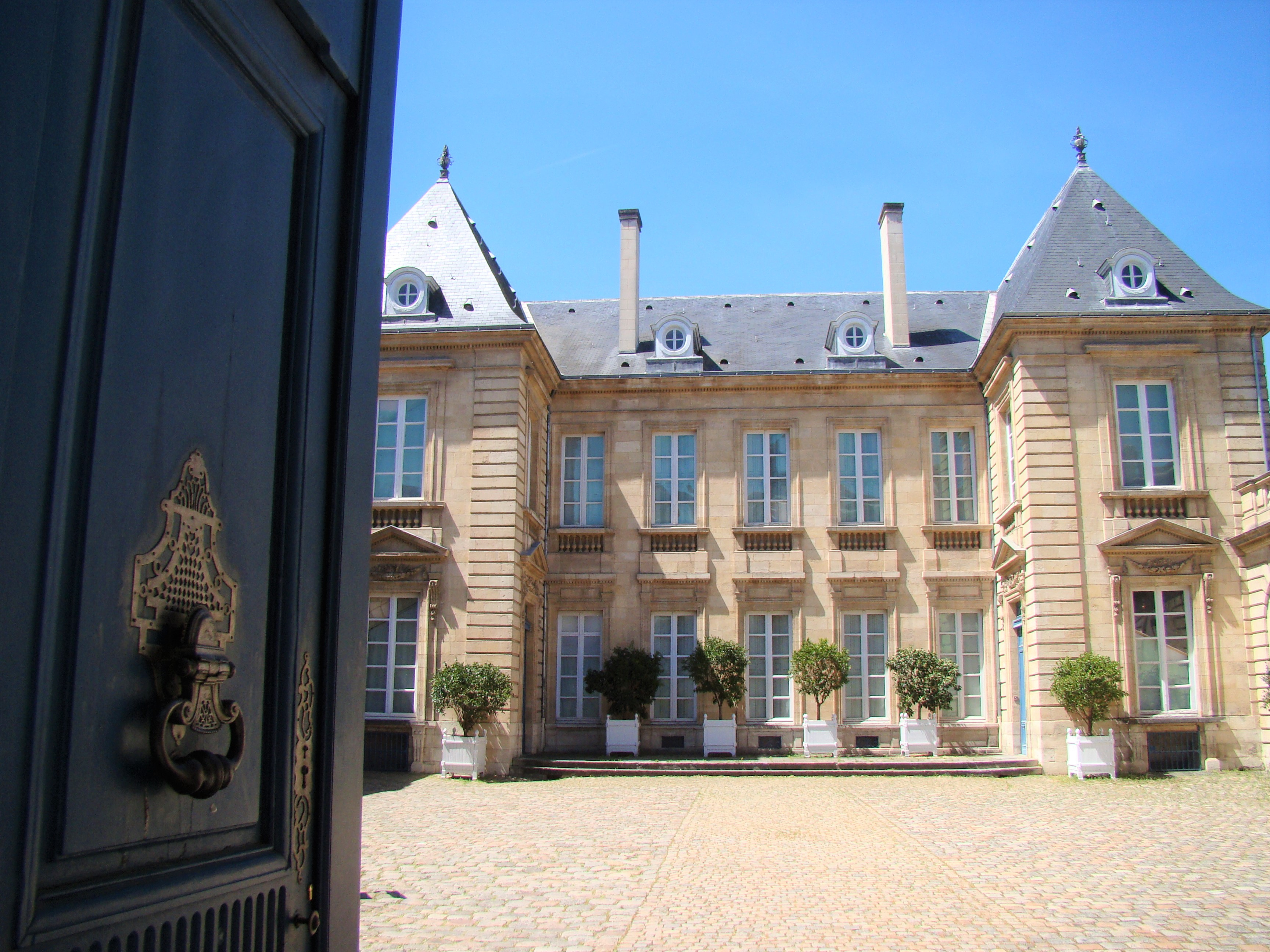
Corps de logis.
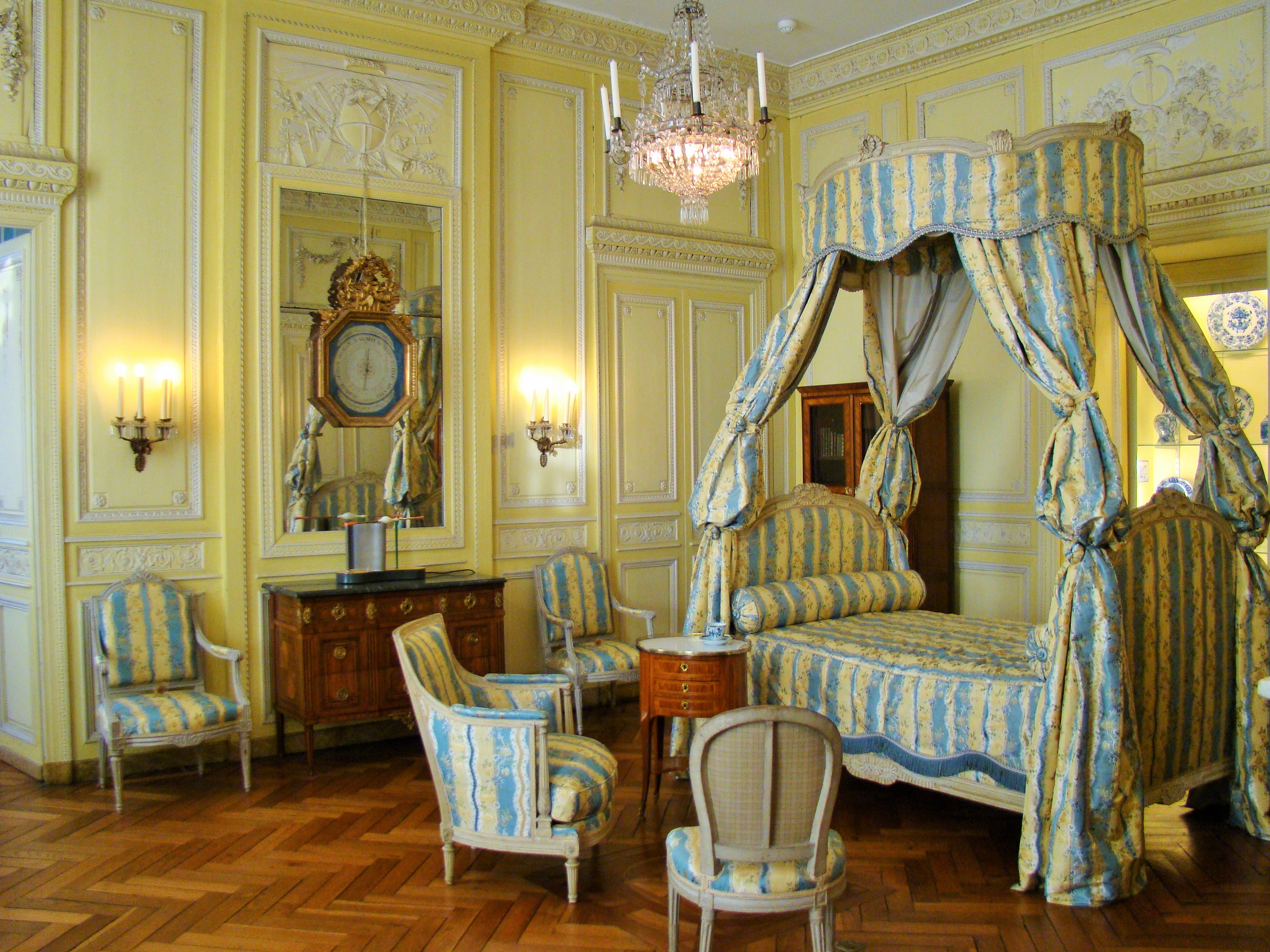
Chambre Jonquille.
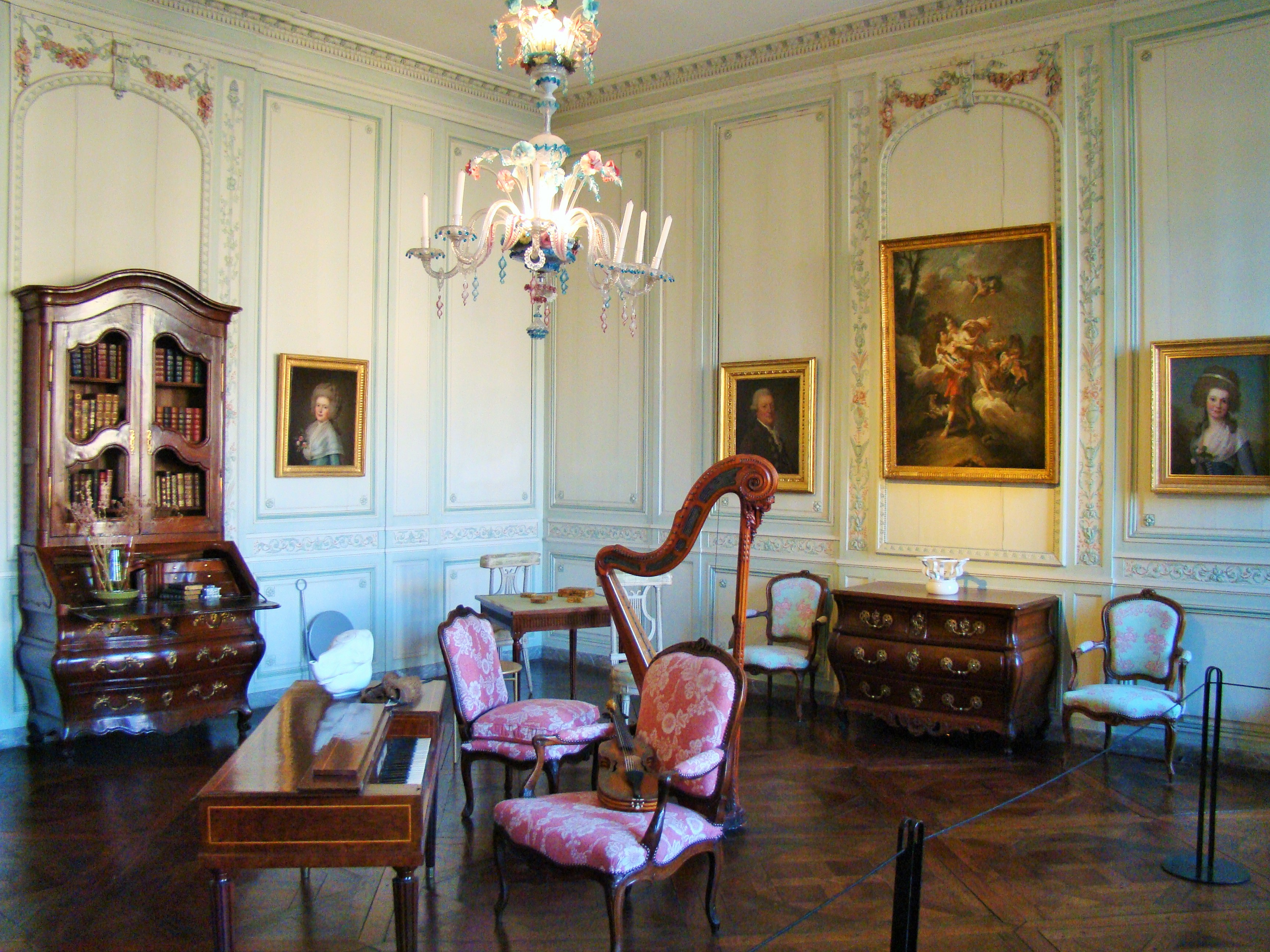
Salon Bordelais.

Dans les collections du musée, se trouvent d'intéressants souvenirs des Roubeau, famille de colons et planteurs installée en Guadeloupe. Ils se composent de scènes de groupe, portraits, paysages, miniatures, et objets d'art décoratif. Sur plusieurs portraits, on peut reconnaître la coiffure en madras traditionnel, devenu spécifique à Bordeaux au XIXe siècle, en raision des relations du port avec les Antilles.

Collection Jeanvrot
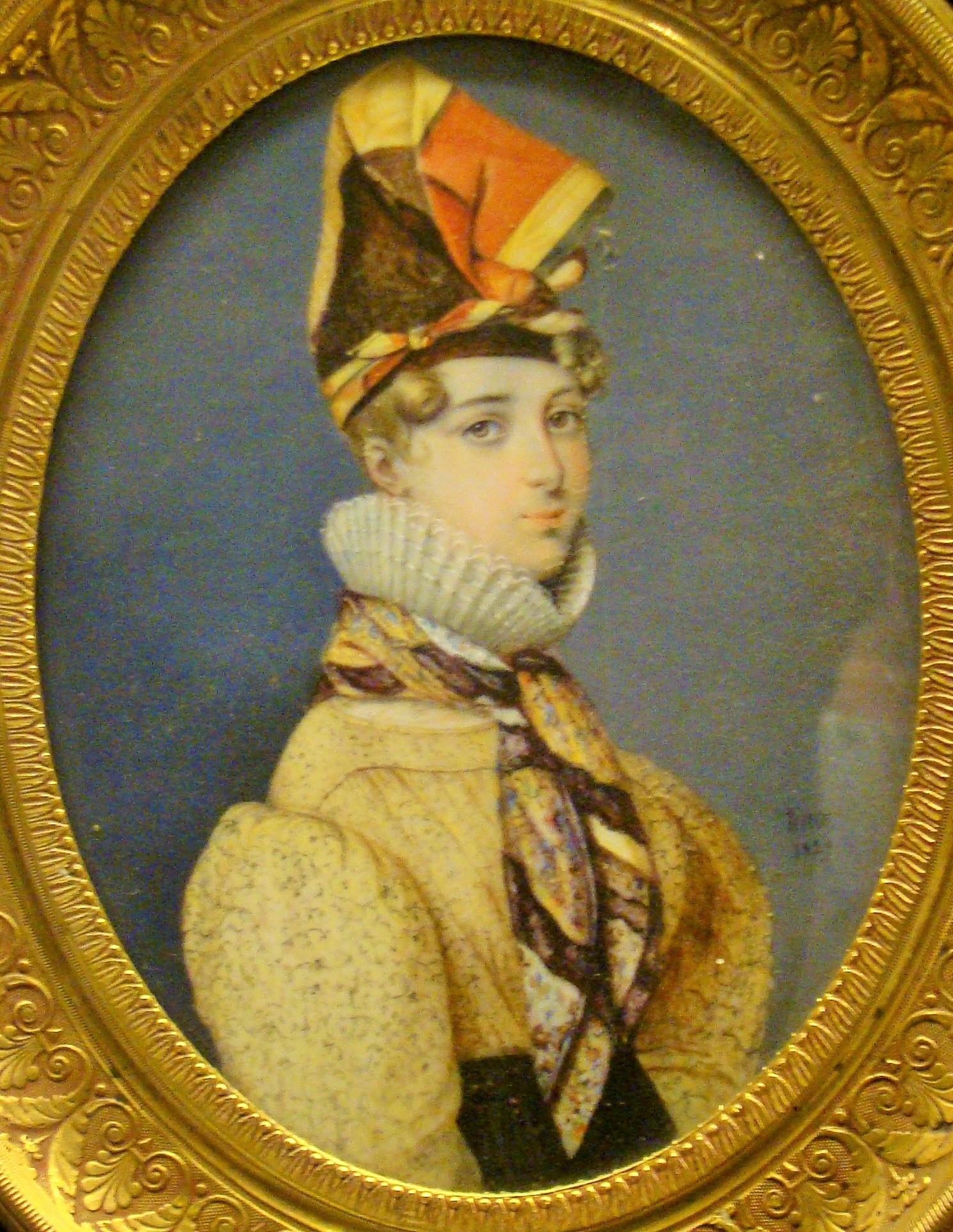
Grisette bordelaise coiffée du madras traditionnel des Antillaises.
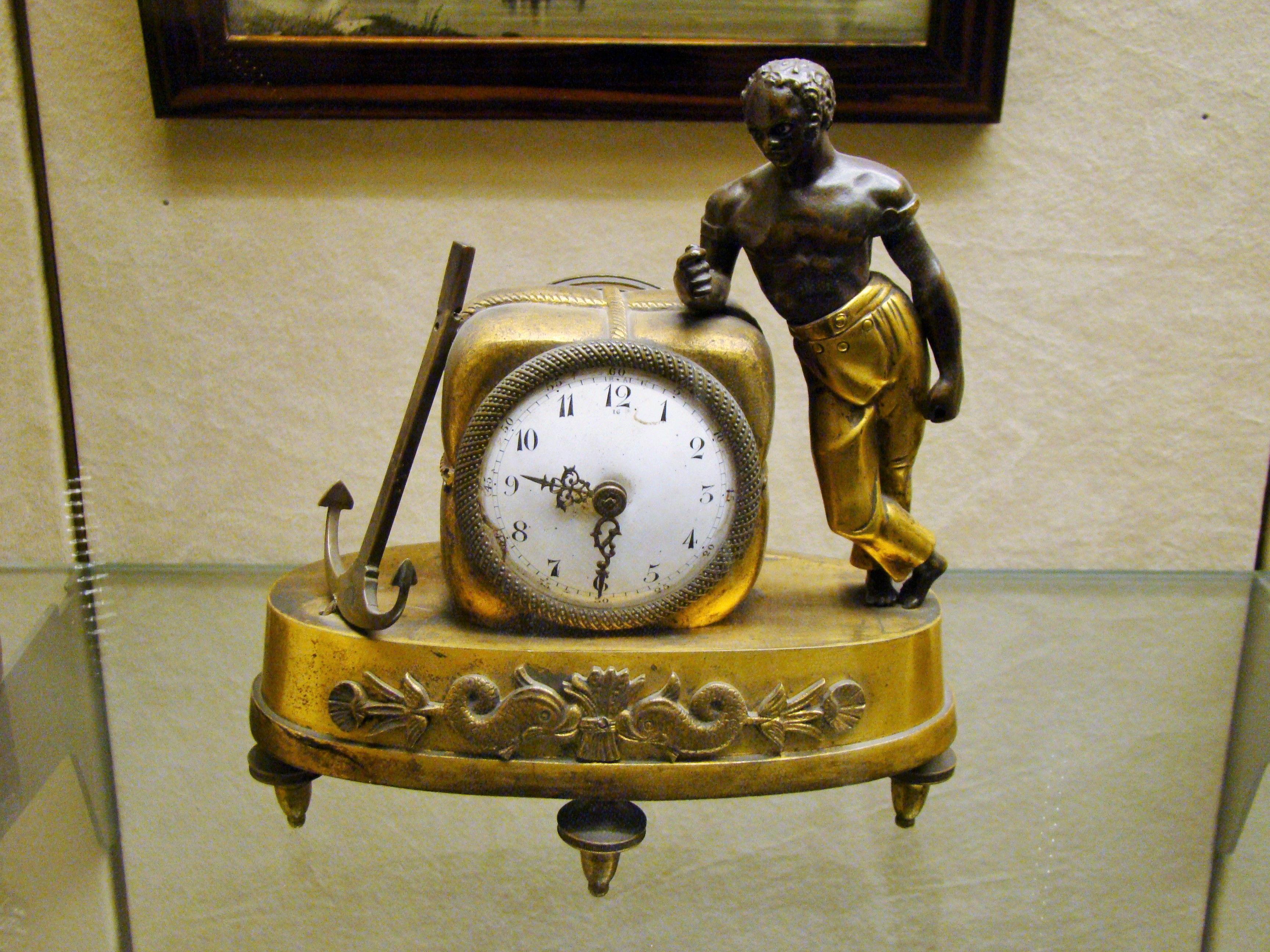
Horloge dite "au nègre".
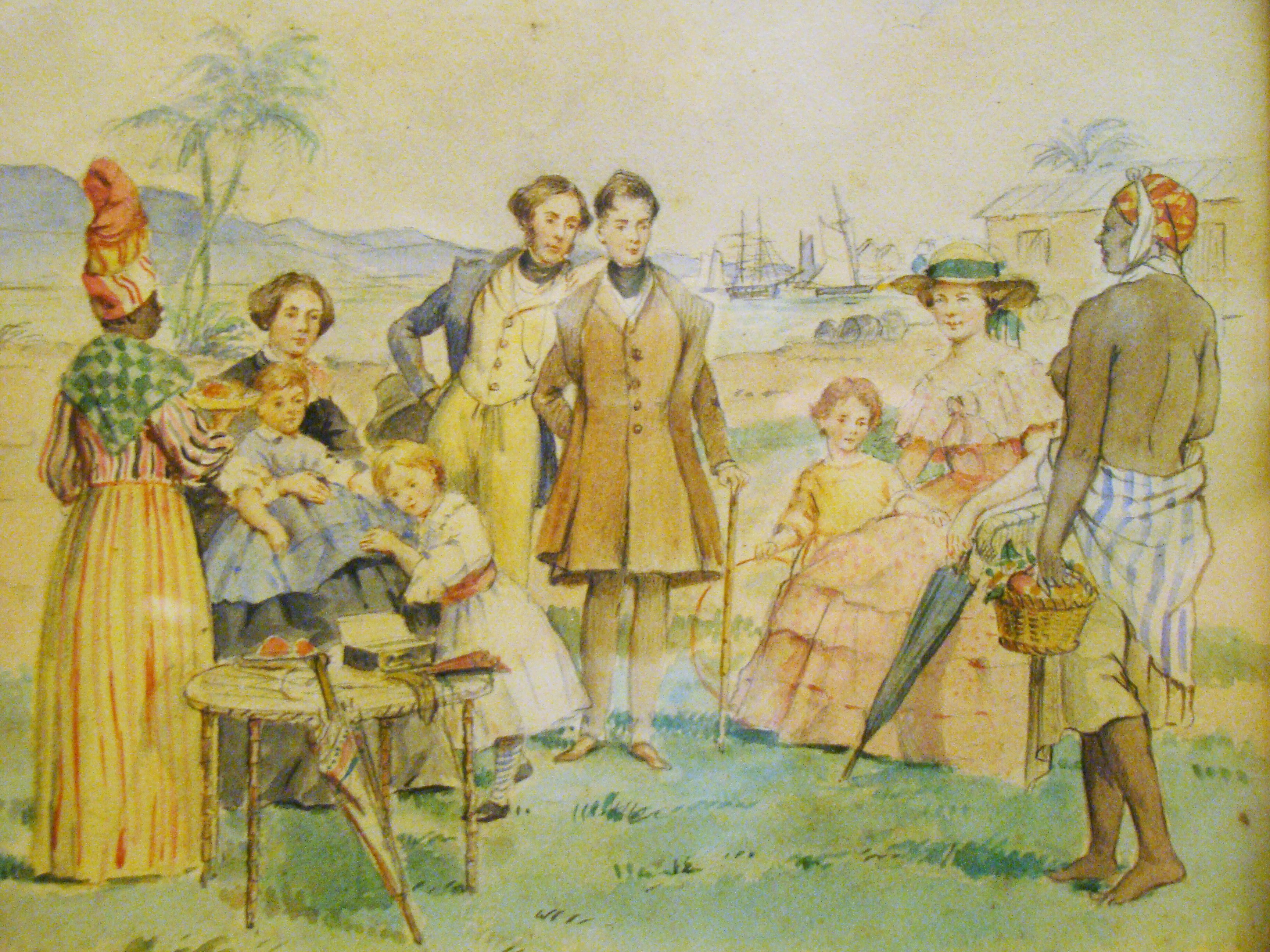
Scène de groupe en Guadeloupe, XIXe siècle.
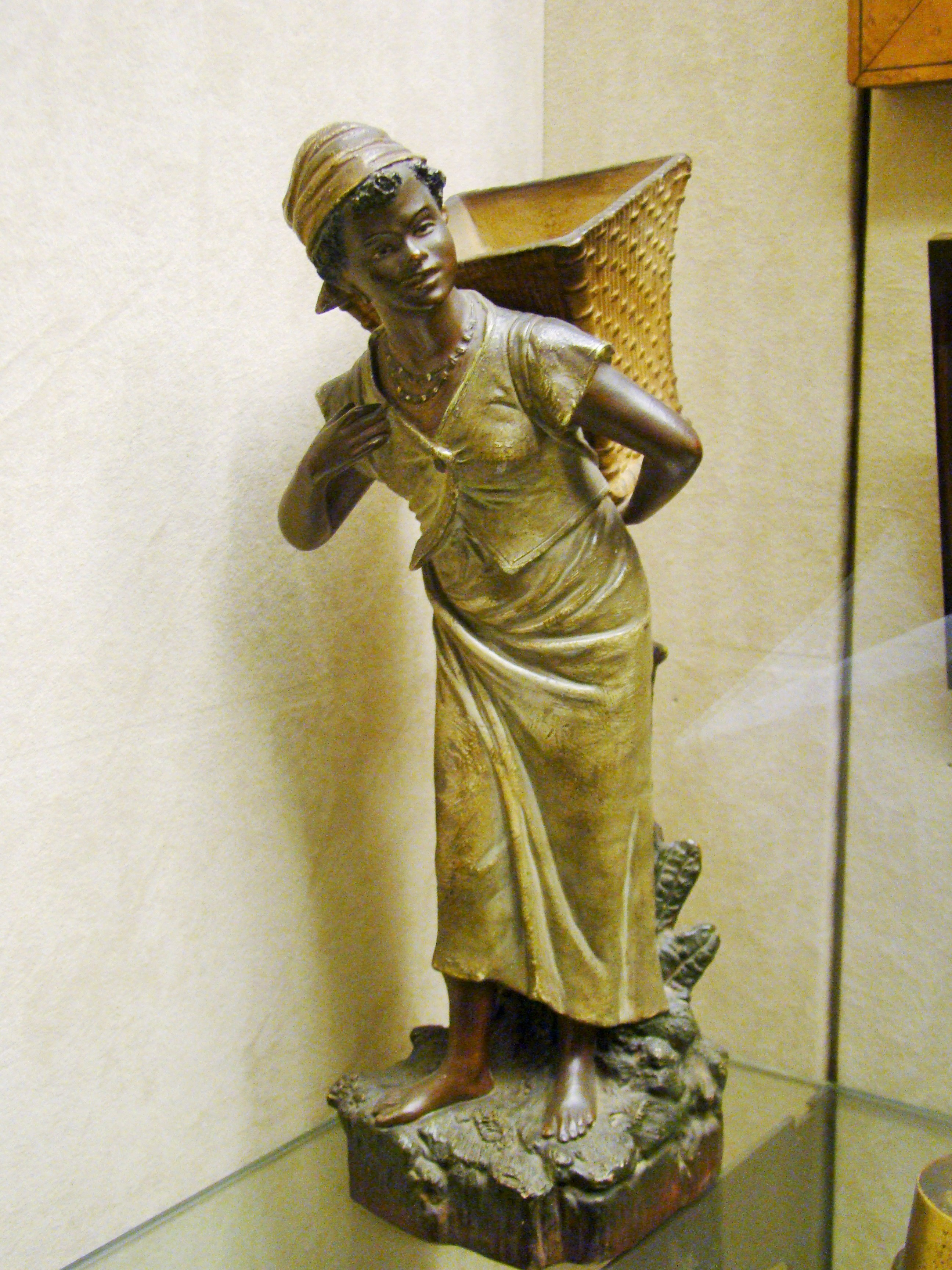
Statuette.

#### Musée national des Douanes
Le musée national des Douanes expose une maquette de L'Aurore, navire négrier construit en 1784 à Rochefort, d’une capacité de 280 tonneaux et 650 captifs, plus 45 membres d’équipage. Ce modèle sert de support à une mallette pédagogique élaborée à partir de documents des archives départementales.
Près de cette maquette se trouve le buste de Colbert, initiateur du Code noir, et fondateur de la Compagnie des Indes.

Le musée présente aussi deux tableaux de la Balance commerciale de la France en 1789. Sur l’un on voit le détail des recettes et des dépenses du royaume, parmi lesquelles on remarque l’importance des Primes et encouragements pour la traite des noirs qui s’élèvent à 2 400 000 livres (soit 24 millions d’euros annuels). En effet, afin d’encourager le trafic des esclaves, une prime allant jusqu’à 200 livres (2 000 €) était versée par l’État pour chaque captif vivant débarqué aux colonies. Sur le second tableau on trouve notamment le relevé des populations dans les colonies, en distinguant les blancs et les esclaves.

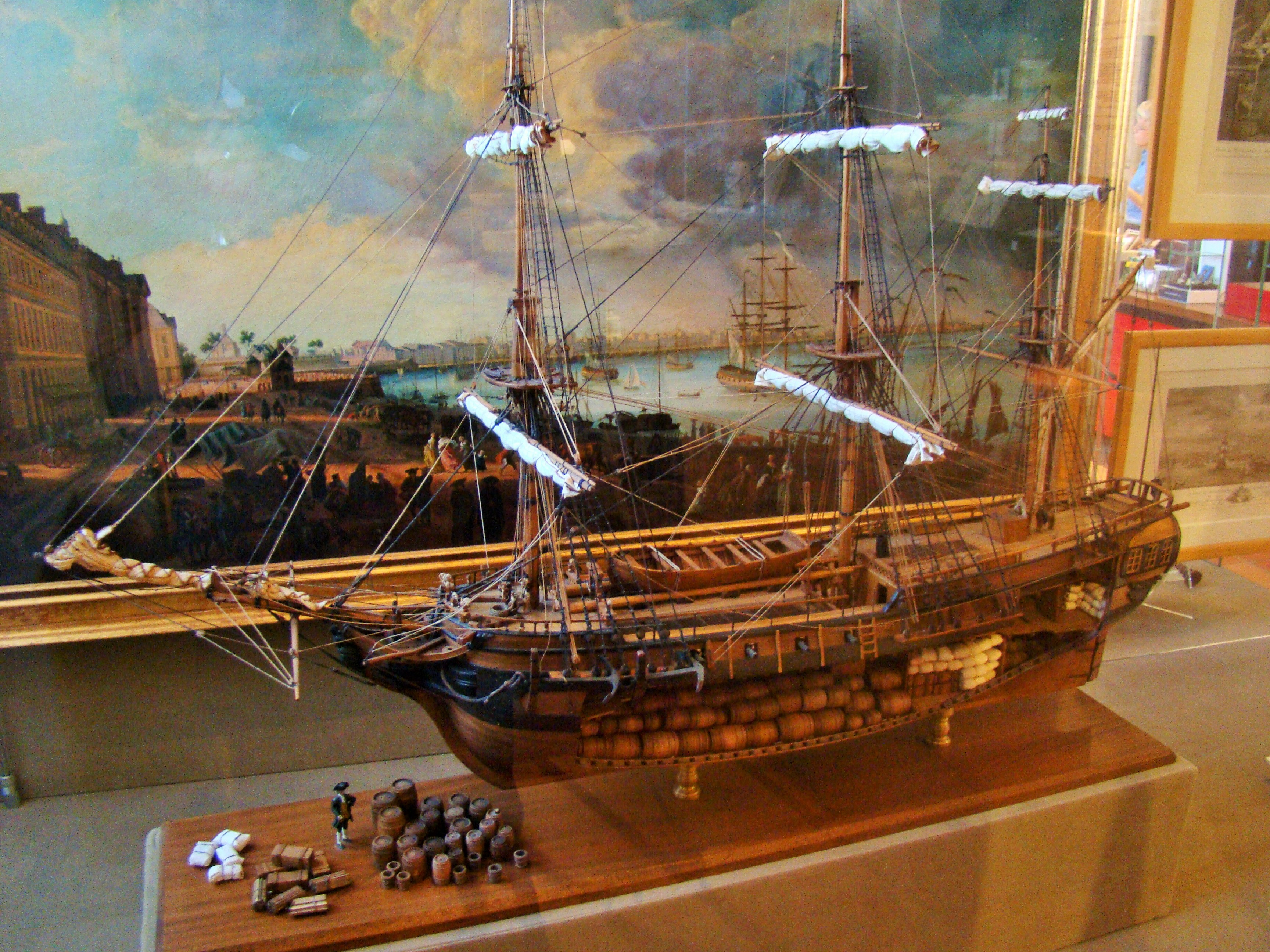
Maquette du navire négrier L'Aurore.
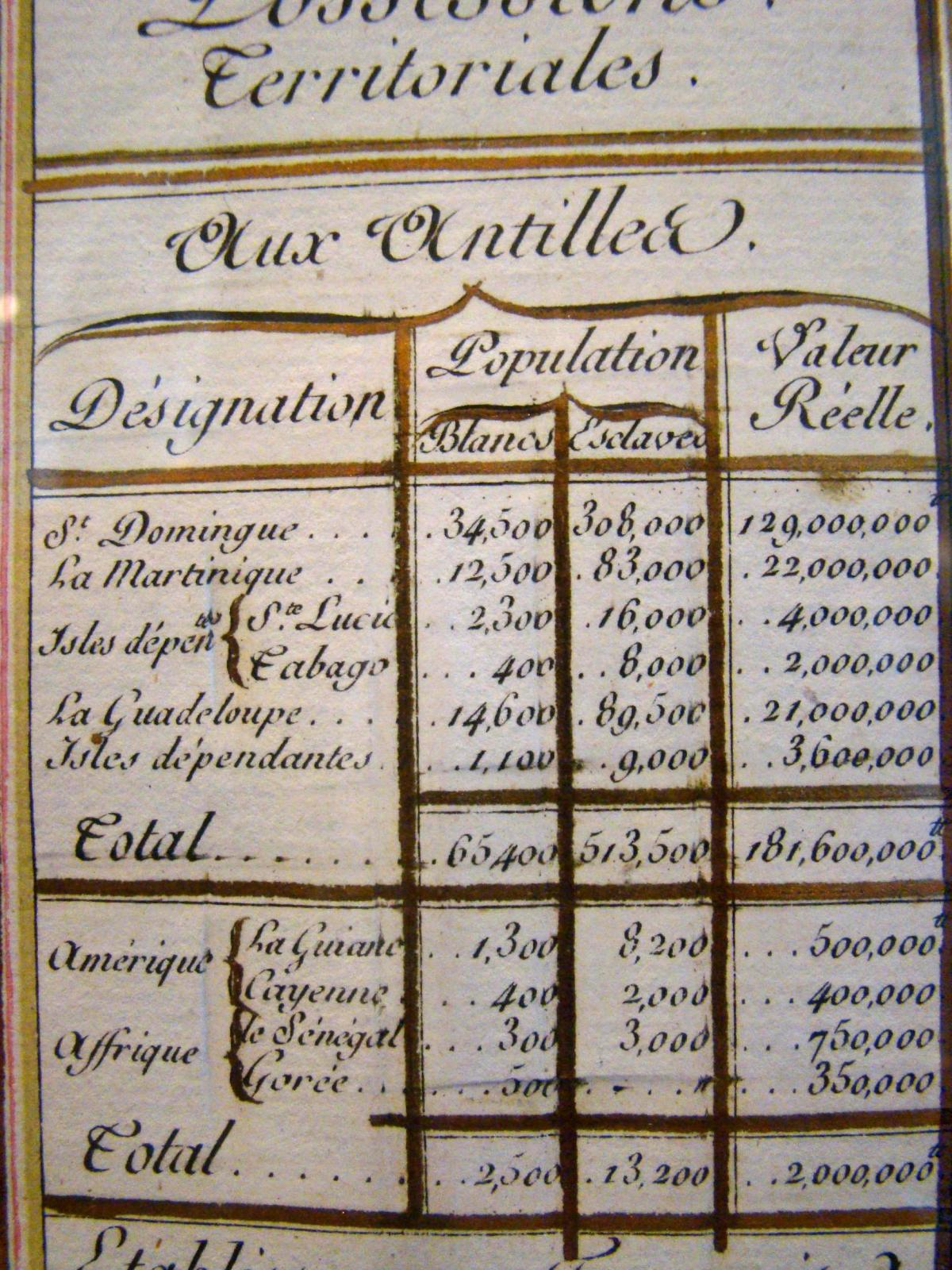
Extrait du relevé de la population dans les colonies françaises en 1789.

### Les autres traces visibles

#### Mascarons et blasons
Des Bordelais possédant des habitations (plantations coloniales) ou bien impliqués dans la traite aux XVIIIe et XIXe siècles — ou tout au moins dans le commerce avec les colonies d'Amérique — arboraient avec satisfaction les emblèmes de l'origine de leur fortune.

On trouve ainsi plusieurs mascarons aux traits d'Africains sur les façades d'immeubles bordelais (quai Lyautey, quai Richelieu, place Gambetta, rue Fernand Philippart).

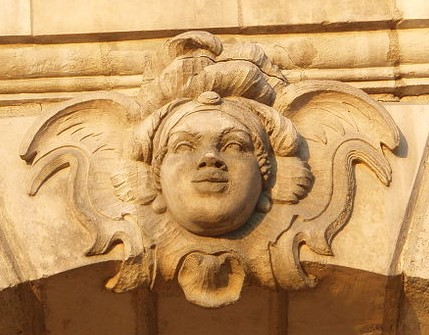
Visage d'Africaine, rue Fernand Philippard.
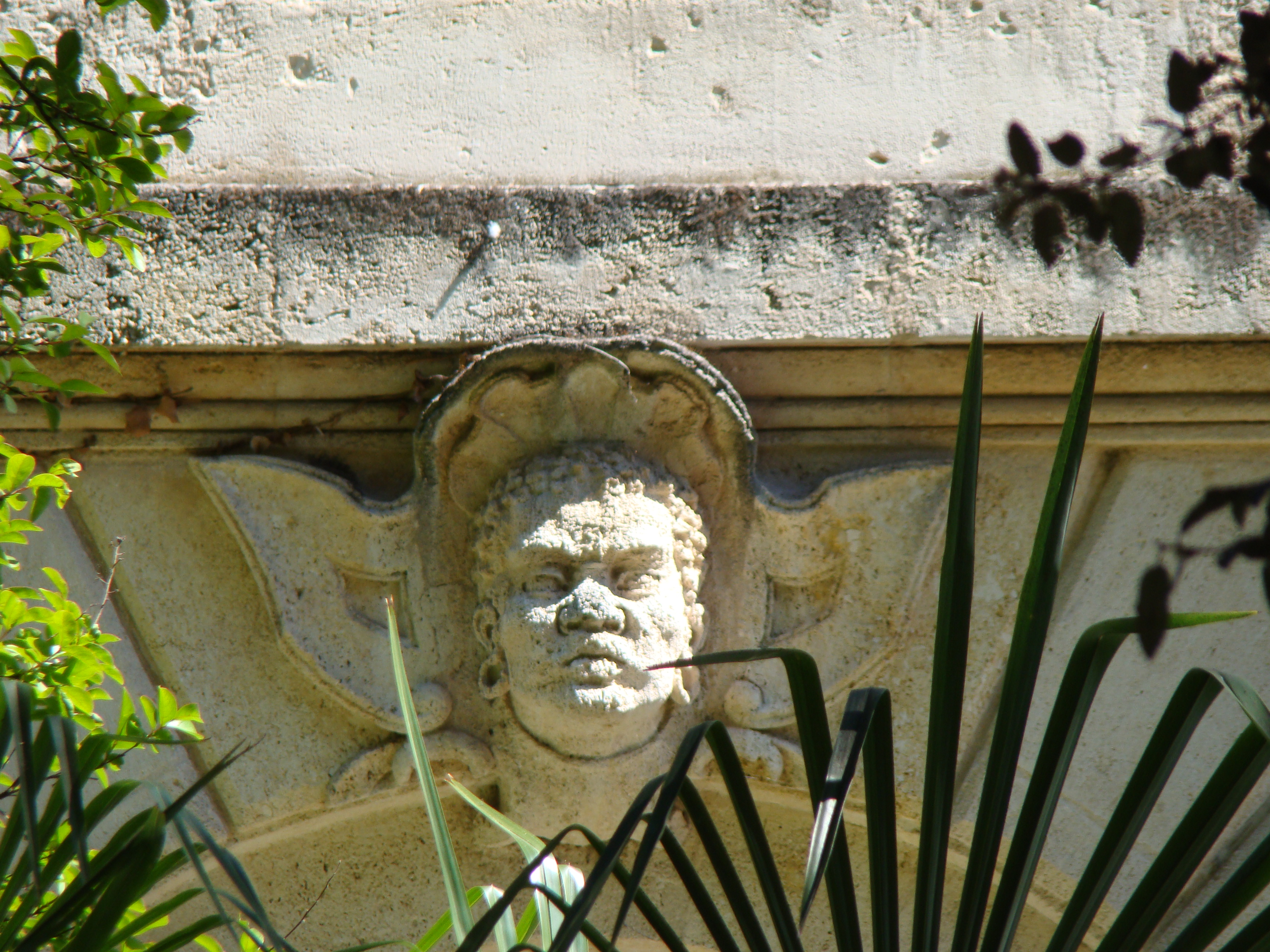
Visage d'Africain, rue d'Aviau.
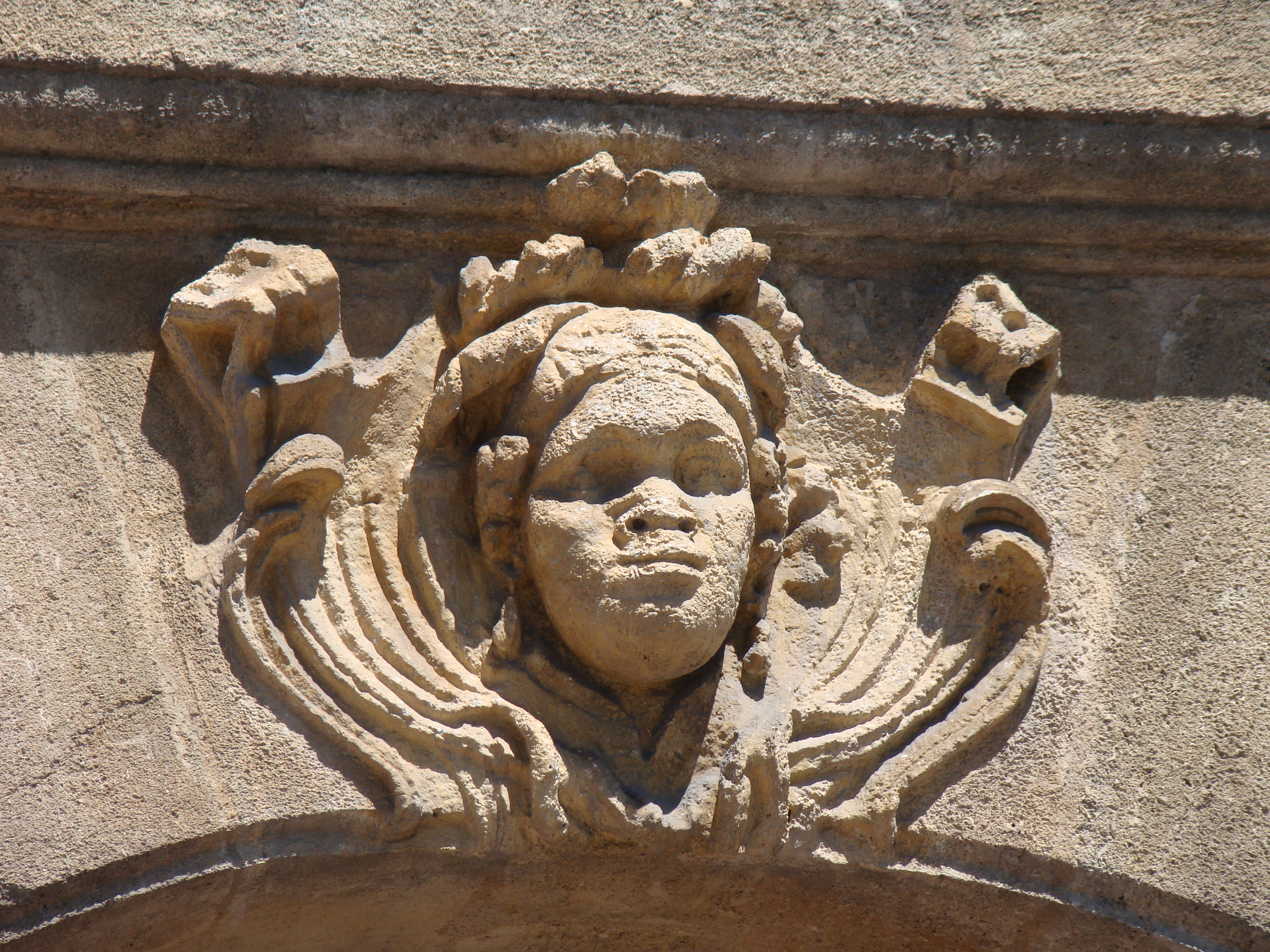
Visage d'Africaine, 41 place Gambetta.

De même, certaines familles arborent sur leurs blasons des « têtes de Nègre » (expression consacrée en héraldique),.

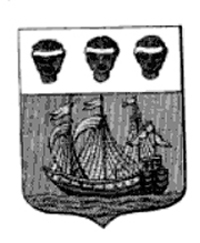
Armes du négociant Pierre de Kater.
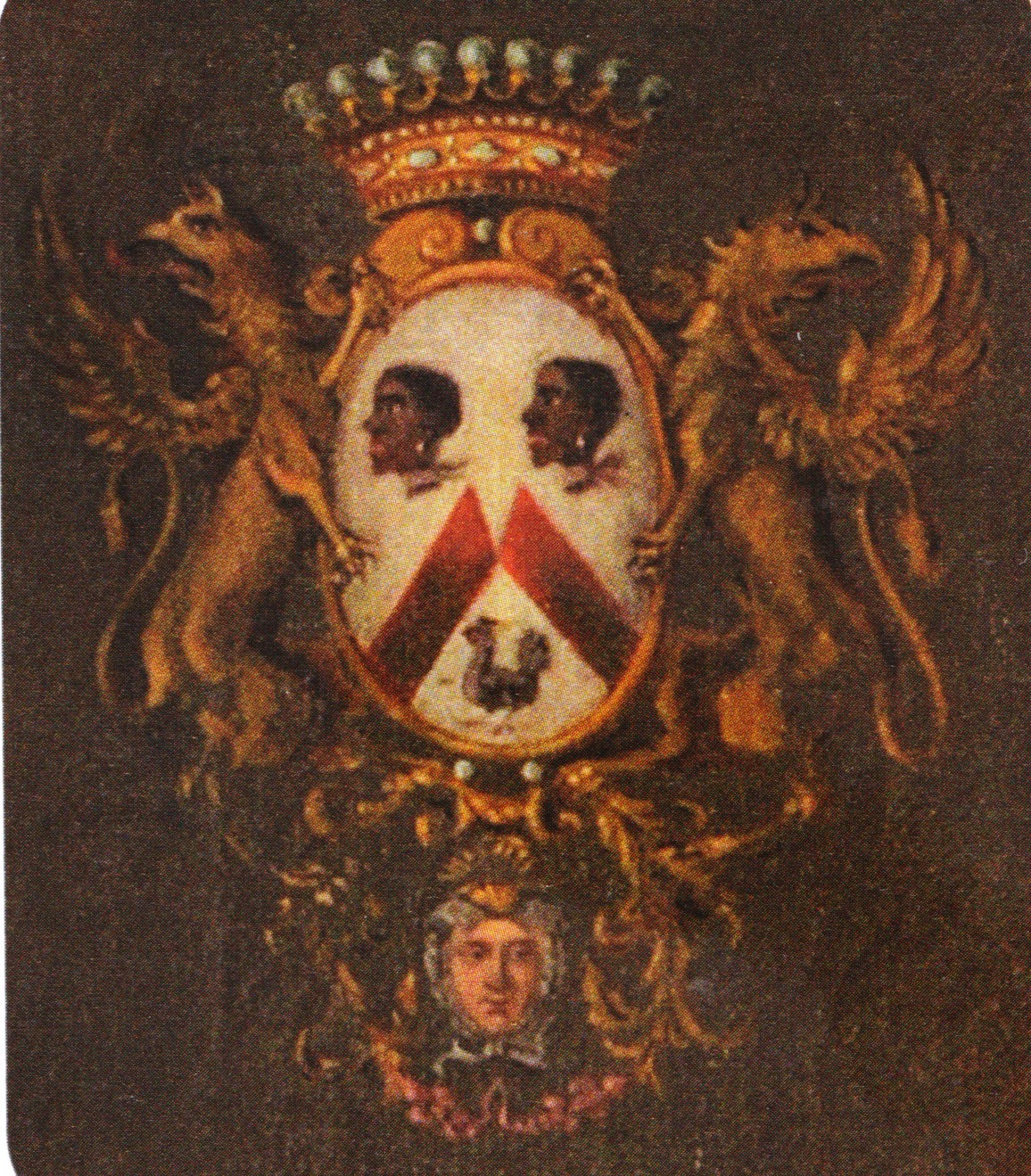
Blason de madame Barbé de la Barthe, musée d'Aquitaine.

#### Marques locales
Le storytelling de certaines marques locales évoque des liens avec cette sombre période de l'histoire :
- Anisette Marie Brizard[124],
- Vinaigre Tête Noire[125] — création d'un moine noir[126] ?
- Vin Le Nègre du château Nodoz[127].

#### Momies de Saint-Michel
Dans la crypte du clocher de la basilique Saint-Michel, sont exposés de 1791 à 1990 des corps momifiés. L'un d'entre eux est surnommé « la Négresse » ou « L'Africaine ». 

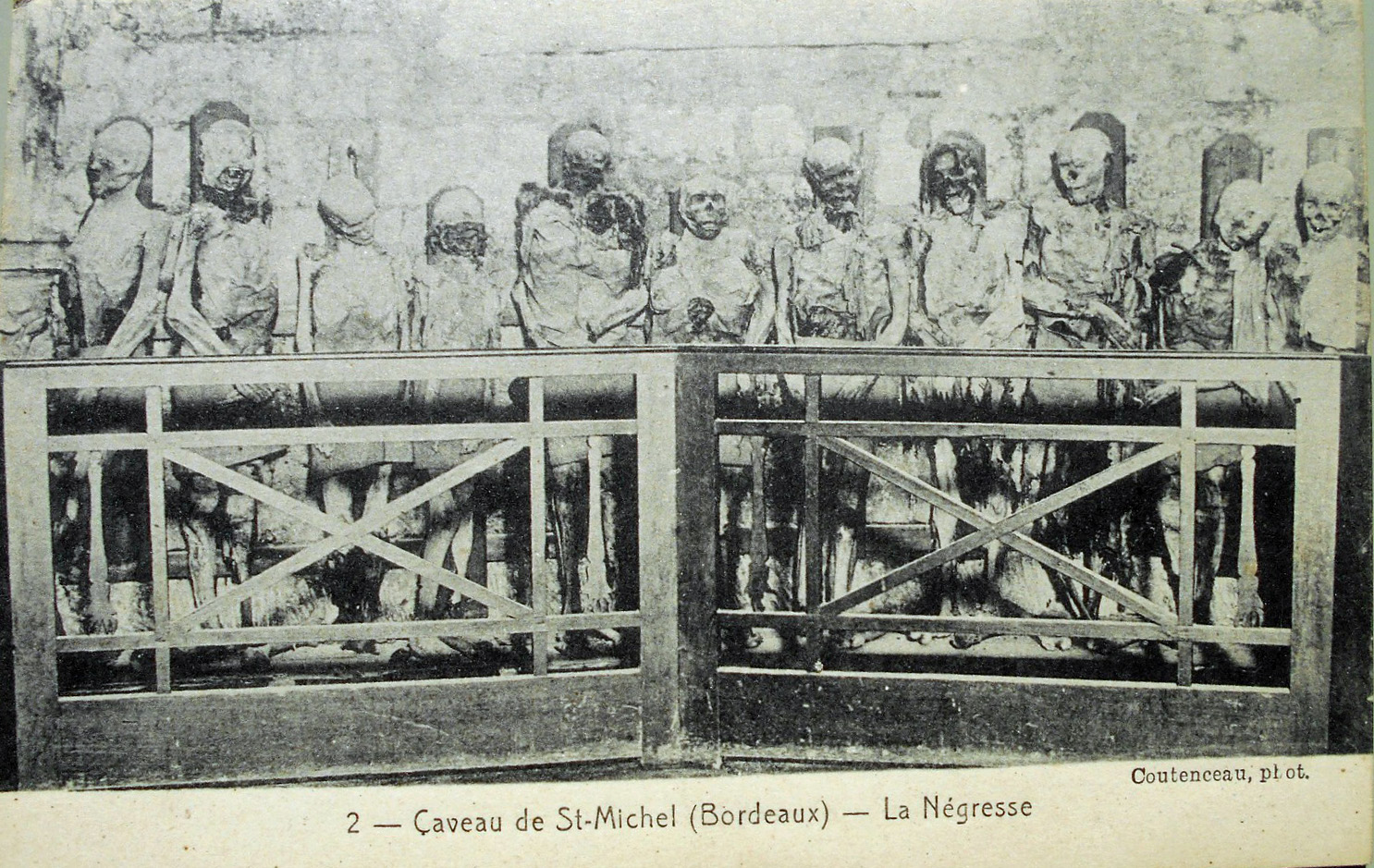
Momie dite « La Négresse ».

## Controverses
Si personne ne nie l'activité négrière du port ou le caractère de crime contre l’humanité de ce trafic, des controverses sont nées dans les années 1990 sur une prétendue réticence des élites politiques, économiques ou intellectuelles bordelaises à reconnaître et à mettre en lumière ce passé : l'anthropologue Christine Chivallon évoque ainsi la « mémoire oublieuse » de Bordeaux, l'historien Hubert Bonin intègre ce sujet dans Les tabous de Bordeaux, et Anne-Marie Garat, qui s'était indignée en 2019 à la lecture d’un cartel sur la traite négrière au musée d’Aquitaine, en fait le sujet de son livre « Humeur noire ».

### Une moindre visibilité qu'à Nantes?
Sont pointés notamment le retard et la moindre ampleur du travail mémoriel à Bordeaux, au regard de la démarche menée à Nantes : exploitation des archives, publications d’ouvrages, érection de monuments ou de lieux de mémoire, etc. Éric Saugera écrit en 2002 : « si Nantes, faute de pouvoir continuer à taire son passé, a fini par l’admettre, Bordeaux en revanche persiste dans une attitude de faux-semblants ».
Il est par exemple fréquemment souligné que les premiers historiens à étudier le sujet ne sont pas bordelais : Éric Saugera est nantais, Julie Duprat toulousaine. Cette situation n’est d’ailleurs pas une spécificité de Bordeaux, puisque Serge Daget, spécialiste reconnu de la traite des Noirs, n'a pas pu mener ses recherches de Nantes et a été obligé d'accepter une nomination à l'université de Lille.
De fait, il s’écoule une décennie entre la publication des premiers travaux à Nantes (colloque à l’université, 1985) et à Bordeaux (Saugera, 1995). Plusieurs explications objectives de ce retard sont avancées : la destruction totale par un incendie en 1919 des archives de l'Inscription maritime de Bordeaux, la part relativement faible de la traite dans l’activité commerciale du port de Bordeaux (4,4 % au XVIIIe siècle), l’arrêt de la traite dans le port girondin quelques années avant son interdiction officielle, la présence moindre de traces visibles dans le patrimoine architectural – mascarons par exemple. Des causes psychologiques ou mercantiles ont probablement été également à l’œuvre : ainsi Camille Jullian, dans son Histoire de Bordeaux (1895), ne consacre déjà que quelques lignes à ce pan d’histoire peu reluisant.
Une première commission de réflexion sur la traite des Noirs (dite « Tillinac ») est mise en place à Bordeaux en 2005. Une seconde (dite « commission Mémoire  ») auditionne en 2006 plus de 1 000 personnes.
Certains jugent en outre insuffisants les monuments commémoratifs édifiés dans les années 2000 : le buste de Toussaint Louverture en 2005 est placé sur « une rive peu fréquentée de la Garonne », la plaque commémorative du quai des Chartrons en 2006 est « plus petite que prévu », « apposée dans un parking », « trop basse ». L'inauguration des salles dédiée du Musée d'Aquitaine en 2009 est en revanche saluée comme l'événement qui change la donne : « à Bordeaux, le tabou est bien tombé ».

### Le nom des rues

#### Renommer ou expliquer?

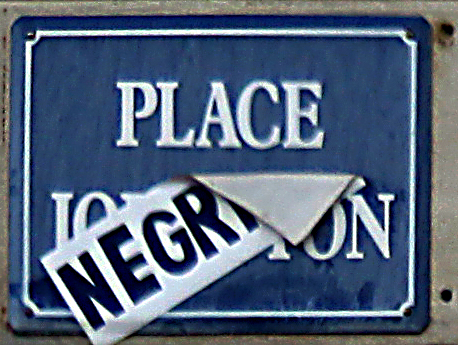
Plaque de la place Johnston à Bordeaux, barrée d'un autocollant qui souligne l'implication dans la traite négrière de l'armateur éponyme (W. Johnston, 1699-1772) - photo 2010.

Le débat se concentre sur le devenir des noms de rues dont les personnalités éponymes sont ternies par leur implication dans l'esclavage : certains, dont le CRAN, réclament qu’on les rebaptise au profit de héros de la lutte contre l’esclavagisme, tandis que d’autres, comme Karfa Diallo et l'association Mémoires et Partages, proposent qu’on ajoute aux plaques un texte explicatif.
En 2005, le député-maire de Bordeaux Hugues Martin crée un Comité de réflexion et de propositions sur la traite des Noirs à Bordeaux, présidé par l’écrivain et journaliste Denis Tillinac. Celui-ci est chargé d’établir des propositions pour en pérenniser la mémoire,,. Dans son rapport, le comité rejette la proposition d'installation de plaques explicatives, estimant que cela « jetterait l’opprobre sur des familles dont d’ailleurs certains membres ont pu être abolitionnistes » et « choquerait la population ». En mai 2009, Alain Juppé déclare aussi qu’il n’y a pas de raison de stigmatiser des familles qui portent le nom de négriers. Certains cas sont en outre discutables : ainsi la rue John-Lewis Brown honore plus vraisemblablement le peintre animalier du XIXe, ami de Toulouse-Lautrec, que son ancêtre armateur négrier.

#### Lien direct ou indirect avec la traite
En 2014, à l'occasion des élections municipales, l'association Mémoires et Partages remet le débat dans la campagne. En 2016, une seconde commission de la Ville de Bordeaux chargée de réfléchir à l’amélioration de la mémoire de la traite négrière, missionne l'historien Hubert Bonin d’une étude académique consistant à fournir une analyse historique sur les noms de rues attribués à d’éventuels négriers. Les noms étudiés sont ceux de Pierre Balguerie-Stuttenberg, Pierre Baour, Alexandre de Bethmann, Pierre Desse, Feger, David Gradis , Jacques-Barthélémy Gramont, Daniel Guestier, Journu-Auber, Mareilhac, Ravezies et Saige. Après recherches, le nombre de rues de la ville dont l'éponyme était un négrier (armateur ou capitaine) est d'au moins six : Mareilhac, Gramont, Journu-Auber, Feger, David Gradis et Desse (plus peut-être William Johnston et Guestier) — les autres cas identifiés étant en général des parents de trafiquants,.
À la suite de la remise de son rapport le 3 mai 2018, la mairie accepte les dix propositions qu'elle formule, parmi lesquelles la pose de plaques explicatives dans six voies bordelaises. En 2020, cinq plaques dont posée (Mareilhac, Gramont, Feger, David Gradis et Desse). Par exemple, la plaque de la rue David Gradis explique « La firme David Gradis et Cie a armé 221 navires pour les colonies de 1718 et 1789 dont 10 pour la traite des Noirs » ou encore celle de la rue Desse « Pierre Desse (1760-1839), marin bordelais, a été capitaine de 4 expéditions négrières entre 1789 et 1818 ».

#### Dialogue avec les descendants de négriers
Depuis 2010, la polémique semble en voie d’apaisement tant les efforts de mémoire des autorités et des associations convergent. Si en 2015, le CRAN exige la mise en place d'un « comité de réconciliation entre les familles qui ont bénéficié de l’esclavage et les descendants d’esclaves », Karfa Diallo craint que cette initiative ne décourage les descendants des familles du Bordeaux négrier d'ouvrir leurs archives. À l'inverse, son association cherche à entamer un dialogue apaisé et ouvert, comme avec Axelle Balguerie — lointaine parente de Jean-Etienne Balguerie — ou encore Pierre de Bethmann.

### Articles
- Philippe Gardey, « Bordeaux, un port colonial au temps des Lumières », L'estuarien, Blaye, Conservatoire de l'estuaire de la Gironde, no 33,‎ 2010, p. 4-5
- Sylvia Marzagalli, « Opportunités et contraintes du commerce colonial dans l'Atlantique français au XVIIIe siècle : le cas de la maison Gradis de Bordeaux » in Outre-mers, tome 96, no 362-363, 1er semestre 2009, L'Atlantique Français, sous la direction de Cécile Vidal, p. 87-110. [lire en ligne].

### Fictions
- Donatien Garnier, Devenir Noir, Noir Devenir, ADN, Sun Sun, 2021, 120 p. (ISBN 1095233149)